# Messerschmitt Bf 110
Il Messerschmitt Bf 110, indicato successivamente anche come Messerschmitt Me 110, fu il primo Zerstörer ("distruttore"), caccia bimotore multiruolo ad ala bassa prodotto dall'azienda tedesca Messerschmitt AG. Fu utilizzato principalmente dalla Luftwaffe, durante la seconda guerra mondiale.
Nonostante alcune difficoltà operative, il Bf 110 Zerstörer rimase per tutto il conflitto il caccia pesante tedesco standard e uno dei progetti maggiormente cari al Reichsmarschall Hermann Göring ed al Generaloberst Ernst Udet; dimostrò inoltre di avere un elevato potenziale di sviluppo. Nelle versioni da cacciabombardiere effettuò migliaia di missioni di attacco al suolo e anti-nave su vari fronti. Il Bf 110 è ricordato soprattutto per aver abbattuto migliaia di bombardieri alleati, specie nella difesa aerea del Reich, sia nel ruolo d'intercettore diurno che nelle versioni da caccia notturno.

## Storia del progetto

### Origini
L'idea alla base di un "caccia pesante" o "caccia strategico" fonda le proprie radici nella prima guerra mondiale, quando già si ricercavano velivoli da caccia multiruolo e a lungo raggio. Le limitazioni imposte dalla tecnologia dell'epoca non consentivano di realizzare velivoli di successo con tali caratteristiche. L'idea però non fu mai abbandonata e all'inizio degli anni trenta almeno sette nazioni continuarono a sostenere vari progetti di caccia pesanti che potessero assolvere tipi diversi di missioni. Le principali erano: scorta di bombardieri a lungo raggio, intercettazione di bombardieri nemici, interdizione, attacco al suolo e anti-nave. Un tale velivolo doveva essere quasi inevitabilmente biposto e bimotore, per avere una sufficiente potenzialità tecnica e operativa.
In Germania, la ricerca di un caccia pesante evolse in un'ulteriore idea, poi condivisa da altre nazioni, che portò al nuovo concetto di Kampfzerstörer; il quale a sua volta nel 1935 si sarebbe sdoppiato nei concetti di Kampfzerstörer e Zerstörer. In entrambi i casi, il nome derivava dalla classificazione Zerstörer in uso presso la Kriegsmarine, per indicare il cacciatorpediniere. Nelle intenzioni di Hermann Göring, comandante in capo della Luftwaffe e ideatore della specifica emessa nel 1934 dal Reichsluftfahrtministerium (Ministero dell'aria), il Kampfzerstörer doveva svolgere, nell'aria, un ruolo simile al cacciatorpediniere nella marina. In particolare, doveva rispondere ai seguenti requisiti:
- Aereo da guerra strategico, bimotore multiruolo, capace di operare strategicamente sia come caccia pesante che come bombardiere leggero, con stiva bombe.
- Equipaggio composto da tre aviatori: un pilota, un navigatore/bombardiere/mitragliere e un mitragliere di coda, per operare una difesa posteriore che fosse di pari potenziale all'armamento di lancio anteriore (il che presupponeva una torretta elettrica di coda massicciamente armata, tipo quella dei bombardieri pesanti).
- Agilità e velocità per il combattimento contro caccia avversari, il cosiddetto dogfight.
- Lungo raggio di azione, per effettuare operazioni strategiche.
- Impiego principale nelle missioni di "caccia libera" e "ricognizione armata" a lungo raggio, d'avanguardia ai bombardieri strategici; per attaccare le difese aeree nemiche, sia in aria che a terra nonché attirare in combattimento i caccia nemici. Ciò avrebbe teoricamente creato larghi varchi nello schieramento difensivo nemico, dove far passare i bombardieri.
- Possibilità di impiego sia come cacciabombardiere che come intercettore di bombardieri nemici; ovvero capacità di caricare diverse configurazioni di armamenti pesanti.

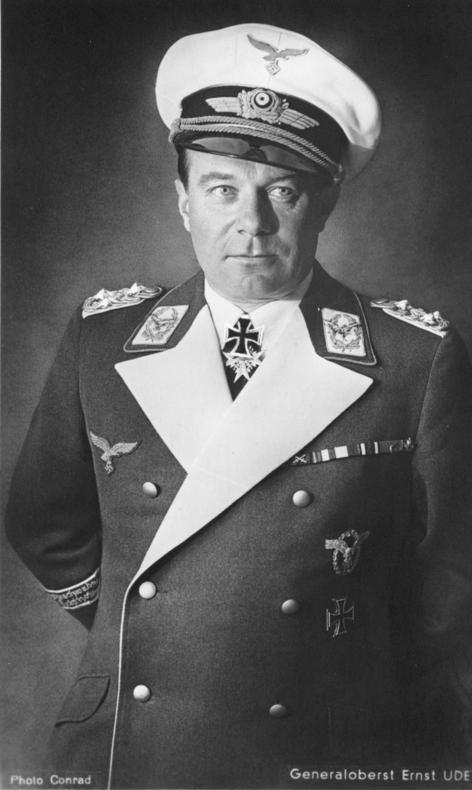
Il Generaloberst Ernst Udet

Molti ufficiali del C-Amt, il Dipartimento Tecnico della Luftwaffe, ritenevano che le richieste di Göring fossero decisamente troppo varie e che il velivolo da combattimento risultante, un "tuttofare" non sarebbe stato in grado di essere veramente efficace in alcuno dei ruoli richiesti. Tuttavia, la richiesta fu comunque inoltrata alle industrie aeronautiche tedesche.
In base a queste specifiche, tre progetti giunsero in visione alla Luftwaffe: il Messerschmitt Bf 110, che vinse la competizione, il Focke-Wulf Fw 57 e l'Henschel Hs 124, che rimasero allo stadio di prototipo. Un quarto progetto, il Dornier Do 17, non fu accettato neppure come prototipo dal ministero dell'aria, in quanto considerato troppo lontano dalle specifiche richieste.
In realtà, anche il Bf 110 non soddisfaceva completamente il concetto di Kampfzerstörer, come originariamente inteso da Göring, ma sin dal primo progetto apparve chiaro che il Bf 110 apparteneva alla categoria dei caccia pesanti. Non era un bombardiere leggero, né era capace di difendersi e attaccare con la stessa potenza di fuoco. Tuttavia, il progetto sembrava molto valido, quindi fu ugualmente accettato dalla Luftwaffe, anche su calda raccomandazione di Ernst Udet, famoso asso dell'aviazione della prima guerra mondiale, molto stimato da Göring. Senza dubbio Udet teneva in ottima considerazione il progettista Willy Messerschmitt: si era già distinto pochi mesi prima con il progetto del Bf 109. Tra l'altro, la Bayerische Flugzeugwerke aveva rilevato, nel 1928, la ditta fondata dallo stesso Udet, la Udet Flugzeugbau GmbH.
Ernst Udet, personaggio pittoresco e avventuroso, fu il più convinto sostenitore del progetto iniziale del Bf 110. Senza la sua forte influenza presso Göring e gli ambienti del ministero dell'aria, forse il Bf 110 avrebbe rischiato di perdere la competizione con il Focke-Wulf Fw 57 e l'Henschel Hs 124, che erano un po' più aderenti alle specifiche richieste. Alla fine lo stesso Göring si convinse della bontà del progetto del Bf 110, ma non rinunciò completamente alle sue richieste originarie. Pertanto, su suo ordine nel 1935, la Luftwaffe rinnovò la richiesta all'industria aeronautica tedesca per un Kampfzerstörer, ma perfezionandola nelle specifiche sino a trasformarla in Schnellbomber (bombardiere veloce) che darà la luce alla famiglia dei Junkers Ju 88. La nascita del Bf 110 finì praticamente per fondare una nuova categoria a sé stante e che fu denominata semplicemente Zerstörer o caccia distruttore. Questa nuova categoria aveva specifiche molto simili a quelle dell'originario Kampfzerstörer, ma si riferiva precisamente ai caccia pesanti multiruolo a lungo raggio.

### Progetto iniziale
Il Bf 110 fu progettato nel 1934 dalla ditta Bayerische Flugzeugwerke AG, da Willy Messerschmitt e Walter Rethel. Nei documenti ufficiali della Luftwaffe è citato sia come Bf 110 che come Me 110 e sia i piloti tedeschi che i loro avversari lo chiamarono in entrambi i modi. Tecnicamente, è più corretto definirlo Bf 110, anche per rendere giustizia al lavoro originario di Walter Rethel e dello squadra della Bayerische Flugzeugwerke. Infatti, solo dal 1938 il progettista Willy Messerschmitt acquisì il diritto di apporre la sigla "Me" ai suoi nuovi progetti, quando la ditta originale si fuse con la sua Messerschmitt. La Bayerische Flugzeugwerke, per classificare i progetti, usava un metodo compatibile con quello del ministero dell'aria; pertanto il numero a tre cifre "110" significava, leggendo da sinistra a destra: "prima generazione" (1) del "decimo progetto esecutivo" (10).
Le versioni all'interno della generazione venivano poi contraddistinte da lettere dell'alfabeto progressive, seguite da ulteriori numeri e/o lettere identificanti le varie sottoversioni e modifiche (sia di fabbrica che "sul campo"). La designazione numerica fu confermata dal ministero dell'aria.
Il progetto iniziale rispondeva a molte delle richieste originarie della Luftwaffe ma i progettisti ne trascurarono deliberatamente alcune, per non intaccare eccessivamente l'agilità e le prestazioni dell'aereo: non implementarono sul Bf 110 alcuna stiva bombe né la postazione per il bombardamento, sia per non allungare eccessivamente la fusoliera, sia per lasciare più spazio a cannoni e mitragliatrici con relative munizioni. Tanto meno v'installarono la richiesta torretta elettrica posteriore per una massiccia difesa con mitragliatrici. Ne risultò comunque un ottimo caccia pesante.

### Sviluppo prebellico
Sebbene dai progetti apparisse come uno Zerstörer davvero promettente, il Bf 110 ebbe uno sviluppo decisamente complicato, che portò ad una miriade di versioni.
Nel volo di collaudo del primo prototipo, il Bf 110 V1 (senza armi), che ebbe luogo il 12 maggio 1936, si evidenziarono alcuni difetti di stabilità laterale, soprattutto in fase di decollo e atterraggio, che imposero alcune modifiche al progetto. Vi era inoltre il problema dei motori del prototipo, che non erano quelli previsti dal progetto: anziché i previsti Daimler-Benz DB 600A in grado di erogare 986 CV che l'industria meccanica tedesca non era ancora in grado di consegnare, il prototipo dovette essere equipaggiato con una coppia di Junkers Jumo 210 capaci di appena 680 CV. Ciò comportava, inevitabilmente, un drastico scadimento delle prestazioni, che non consentiva di mettere pienamente in luce sia i pregi che i limiti dell'aereo.
Ciononostante, dopo aver apportato le prime modifiche, il 24 ottobre 1936 volò il Bf 110 V2 (ancora senz'armi), che offrì una prova migliore. Con qualche altro affinamento del progetto e ulteriori collaudi, tra i quali quello del V3 il 24 dicembre 1936 (primo esemplare dotato di un armamento di quattro MG 17 da 7,92 mm sul muso), si giunse infine ai test ufficiali presso il reparto prove di Rechlin, il 14 gennaio del 1937. Nonostante la scarsa potenza dei motori, i test di volo diedero buoni risultati e convinsero la Luftwaffe ad autorizzare una preproduzione industriale nella speranza che entro la primavera 1938 entrassero in produzione anche i richiesti motori DB600A 986 CV. Tra l'altro, la Daimler-Benz stava già lavorando al progetto del nuovo motore Daimler-Benz DB 601A da 1050 CV; ma entrambi i progetti subirono ritardi.
Poiché i nuovi motori si facevano attendere, la versione Bf 110 A-0 di preproduzione, realizzata in 10 esemplari, venne equipaggiata con i soliti Junkers Jumo da 680 CV, che avevano già attrezzato i prototipi. Altri perfezionamenti erano stati introdotti, tra i quali le eliche bipala metalliche VDM. Nonostante gli A-0 fossero armati per essere militarmente operativi, la Luftwaffe preferì inviarli alle scuole di volo per impiegarli come aerei da addestramento.
Nel luglio 1938, la nuova versione di produzione Bf 110 B, realizzata in 45 esemplari, presentava ulteriori innovazioni, tra le quali nuove eliche tripala VDM-Hamilton metalliche a passo variabile. Permanevano i motori Jumo, pur nella versione Ga, leggermente migliorata, con iniezione diretta e compressore a due stadi. Anche per i B la Luftwaffe, ritenendoli sottopotenziati, non tentò alcun collaudo in operazioni di guerra, nonostante ve ne fosse la possibilità: in quell'anno divampava la guerra civile spagnola e la Germania vi partecipava con la Legione Condor. Invece, i Bf 110 B furono assegnati a nuove squadriglie sperimentali, denominate Schweren Jagdgruppen, ovvero "gruppi da caccia pesante", che poi sarebbero stati ridenominati Zerstören Gruppen, ovvero "gruppi di distruttori". Questi gruppi furono il I/ZG1 e il I/ZG76, che usarono il Bf 110 B solo per addestramento o per complemento, ed il I/LG1 ricevette i Bf 110 B-1 con l'incarico specifico di sperimentare tattiche di impiego operativo.
Soltanto alla fine del 1938 la Daimler-Benz riuscì a mettere in produzione i nuovi e validi motori DB601A da 1050 CV che decretarono la vera e propria nascita dell'aereo, con la versione Bf 110 C che entrò in servizio nel gennaio 1939. Con i nuovi motori, si poterono finalmente condurre collaudi sulle reali potenzialità dell'aereo. Il Bf 110 C-1 dimostrò di poter raggiungere una velocità massima di 540 km/h a 6000 metri di quota e di poter mantenere una velocità di crociera di 486 km/h sempre a 6000 metri: prestazioni decisamente ragguardevoli, per un bimotore nel 1939, del tutto paragonabili a quelle dei migliori aerei da caccia monomotori. Proprio questi dati, tuttavia, fecero illudere parecchio l'Alto Comando della Luftwaffe (OKL) riguardo alle capacità del Bf 110 come Zerstörer, mentre gli equipaggi le sperimentarono sulla loro pelle.

### Esperimenti
- Il Bf 110B-1 Matricola WNR. 928 D-AAPY fu attrezzato con un cannone anticarro MG 101 da 30 mm; che fu poi adottato di serie nei Bf 110C-6. Il 3 luglio 1939, Adolf Hitler andò a visitare il centro prove di Rechlin, per osservare i nuovi progetti della Luftwaffe ed assistette occasionalmente al collaudo ufficiale del cannone, rimanendone impressionato. Erano presenti anche Hermann Göring ed Ernst Udet, il quale non mancò di lodare, di fronte ad Hitler, il Bf 110. Successivamente, Göring si sarebbe ricordato di questo episodio, all'inizio del 1941, quando accusò direttamente Udet del fallimento del Bf 110 nella battaglia d'Inghilterra[5].
- Tra il 1939 ed il 1943, alcuni vecchi Bf 110B-1, alcuni Bf 110E ed un Bf 110F-2 costituirono banco di prova per vari Trommelgerät: lanciarazzi anticarro e antibombardiere, sperimentati in varie versioni. Dopo molti collaudi, il progetto di attrezzare i Bf 110 con queste armi fu infine abbandonato.
- Nel tentativo di potenziare la difesa di coda, nel 1942 un Bf 110F-2 fu modificato con l'installazione di una mitragliatrice MG 131 da 13 mm, in luogo della classica MG 15 da 7,92 mm. Alla fine però la Luftwaffe preferì adottare, per la versione G, l'installazione di una coppia di MG81Z, che offrivano un maggior volume di fuoco.

### Altro
- Alcune versioni del Bf 110 furono collaudate anche dalla Flugkapitän Hanna Reitsch, nel centro prove di Rechlin.
- Il 10 maggio 1941 l'influente uomo politico nazista Rudolf Hess s'impadronì di un Bf 110 e volò da solo in Gran Bretagna, dove fu fermato dalle autorità e successivamente imprigionato. Stando alle dichiarazioni di Hess, egli intendeva effettuare una missione diplomatica segreta, anche all'insaputa del Führer, per convincere il governo britannico ad intavolare trattative di pace con la Germania.

## Tecnica

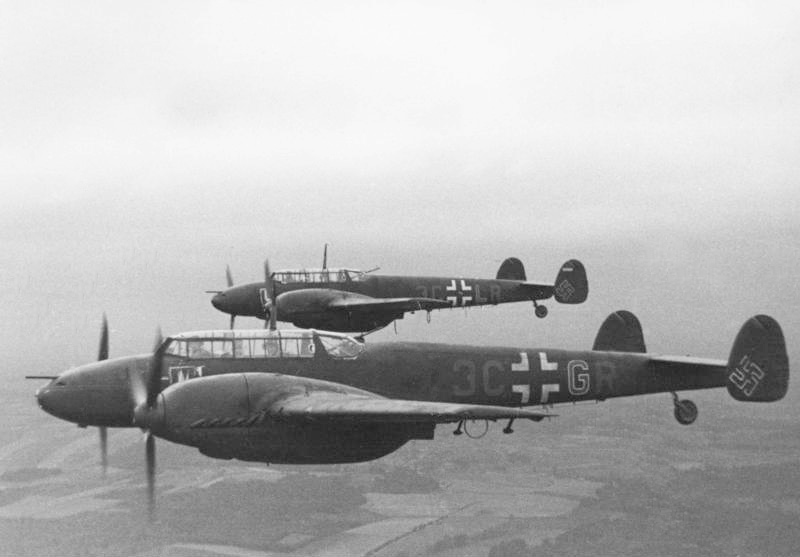
Bf 110

La struttura era completamente metallica, in acciaio ed alluminio: fatto notevole, per la prima metà degli anni trenta, quando molti ingegneri aeronautici persistevano nel progettare le strutture degli aerei con parti in legno e anche tela, come il bombardiere britannico Vickers Wellington, per contenere il peso dell'aereo. Allo stesso modo, era notevole il fatto che l'abitacolo del Bf 110, oltre ad offrire un'eccellente visibilità, fosse totalmente chiuso e dotato di blindovetri. All'epoca esistevano ancora nuovi progetti di aerei ad abitacolo scoperto, per esempio il Polikarpov I-15 sovietico o il Fiat C.R.32 italiano.
Il Bf 110 fu concepito come monoplano bimotore, ad ala bassa di forma trapezoidale ed un impennaggio bideriva, atto a garantire un buon campo di tiro alla mitragliatrice posteriore. Il telaio dell'ala presentava un longherone al 39% della corda. Il rivestimento delle ali era in lamiera di lega leggera rivettata, con listelli di rinforzo ogni 30 cm. Le ali erano munite di alette Handley-Page per prevenire eventuali spin accidentali durante le acrobazie aeree, oltre a moderni flap idraulici estensibili fino a 50º, nonché alettoni regolabili anche mediante trim. I serbatoi del carburante erano alloggiati nei tronchi alari mentre i serbatoi dell'olio si trovavano sotto le gondole dei motori. Le gambe idrauliche del carrello si ritraevano all'indietro verso le gondole dei motori mentre il ruotino di coda rimaneva fisso. La fusoliera, di forma armoniosa ed a sezione ellittica ovoidale, presentava un lungo abitacolo con ampia vetratura, che consentiva una visibilità a 360°. All'interno, la strumentazione e i comandi del Bf 110 erano comodi, pratici e molto moderni, quantomeno per gli standard della prima metà degli anni trenta.

## Impiego operativo
Nell'impiego operativo emersero i pregi e i difetti delle varie versioni di Bf 110. I caccia pesanti bimotori ad elica, categoria sorta in varie nazioni dalla prima metà degli anni trenta del XX secolo e scomparsa entro la fine degli anni cinquanta, offrirono rendimenti controversi nelle battaglie aeree diurne. Ma indubbiamente, durante la Seconda guerra mondiale, risultarono essere delle macchine molto utili (a volte insostituibili) sia dal punto di vista tattico che strategico. Il Bf 110 fu uno dei migliori rappresentanti della sua categoria, dimostrando di essere un buon caccia multiruolo ed un eccellente caccia notturno nelle versioni dedicate.

### Caccia pesante 1939-40
Il periodo compreso fra il 1939 ed il 1940 fu quello che vide il Bf 110 impegnato a fondo nel suo compito originario: la strategia tedesca per l'effettuazione del bombardamento strategico prevedeva l'impiego degli Zerstörer come caccia di avanguardia dei bombardieri strategici, per "sfondare" le difese aeree nemiche, sia in aria che al suolo, nonché come caccia di scorta ravvicinata ai bombardieri. Tuttavia, la Luftwaffe sopravvalutò la capacità di combattimento del Bf 110, con i conseguenti disastri operativi dell'estate 1940: il Bf 110 fallì nel compito assegnato dimostrando debolezze nel dogfight, in particolare contro i caccia monomotori nemici. Questo fallimento contribuì a ridurre le possibilità di vittoria della Luftwaffe contro la Royal Air Force (RAF) nel 1940. Le elevate perdite sofferte dalla Zerstörerwaffe nella battaglia d'Inghilterra scossero profondamente i vertici della Luftwaffe, sollevando molti dubbi sulla effettiva capacità del Bf 110 di ricoprire il ruolo di Zerstörer come era stato inteso negli anni trenta. 
Eppure recenti ricerche rivelano che durante la Battaglia d'Inghilterra, il Bf 110 ottenne un rapporto vittorie/perdite migliore di ogni altro caccia in quella battaglia.

#### In combattimento aereo
Negli anni compresi fra il 1939 ed il 1942, la velocità orizzontale massima dei migliori caccia ad elica impegnati in guerra, sia degli Alleati che dell'Asse, si collocava fra i 560 e i 630 km/h, pertanto le varie versioni del Bf 110, con la loro velocità orizzontale massima compresa fra i 540 e i 595 km/h, non risultavano particolarmente svantaggiate in questo ambito. Il rapporto peso/potenza collocava il Bf 110 tra i migliori caccia pesanti ad elica dell'epoca, quanto ad accelerazione e velocità iniziale di salita. Tali prestazioni risultavano comunque inferiori a quelle che, al confronto, potevano vantare la maggior parte dei caccia monomotori. Molto buona era anche l'accelerazione in picchiata, nella quale il Bf 110 poteva raggiungere al massimo i 750 km/h. Una cabrata prolungata o una virata stretta comportavano invece una drastica diminuzione della velocità, fenomeno comune a tutti i caccia pesanti dell'epoca.
Il raggio di virata del Bf 110 era contenuto, paragonabile a quello di caccia monomotori contemporanei, ad esempio il Bf 109 E o lo Hawker Hurricane, quindi decisamente competitivo. Per contro l'elevata massa complessiva, il carico sulla superficie alare e la notevole apertura alare, comportavano una velocità di rollio inferiore a quella degli avversari monomotori. Ciò impediva l'esecuzione di acrobazie aeree e manovre evasive particolarmente rapide. Poteva quindi risultare davvero difficile, per il Bf 110, riuscire a "scrollarsi di dosso" un caccia monomotore nemico all'inseguimento. Al contrario, la maggior parte degli avversari potevano facilmente allontanarsi dalla linea di tiro dell'aereo all'inseguimento. Il Bf 110 diventava competitivo soltanto negli scontri frontali e nei tiri in deflezione, nei quali poteva sfoderare la sua potenza di fuoco; oppure nei duelli all'inseguimento reciproco prolungato in virata: se il caccia nemico manteneva la virata sempre nella stessa direzione, il Bf 110 poteva riuscire a mantenere l'inseguimento per poi magari riuscire a "stringere" la virata, fino a portare le proprie armi a tiro.
Per compensare la minore agilità rispetto ai caccia nemici era presente il navigatore/mitragliere di coda. Nelle versioni dalla A alla F la difesa di coda era affidata ad una singola mitragliatrice MG 15 da 7,92 mm montata su affusto, che doveva essere manovrata a braccio dal mitragliere, come negli scontri terrestri di fanteria. Le angolazioni di puntamento utile verso la coda erano di circa 30º a destra e sinistra, e circa 60º verso l'alto. Quando il pilota non riusciva a "scrollarsi di dosso" un caccia avversario attaccante alle spalle, il mitragliere di coda apriva il fuoco puntando direttamente sull'abitacolo o sul motore dell'avversario, cercando così di intimidire il pilota per farlo desistere dall'attacco. Il mitragliere poteva riuscire ad abbattere l'attaccante, ma era un evento piuttosto raro. Infatti il puntamento della mitragliatrice di coda era molto difficile, specie durante i movimentati inseguimenti che coinvolgevano vari aerei durante i quali il mitragliere doveva correggere continuamente la mira. Inoltre, la singola MG 15 non offriva un sufficiente potere difensivo contro i caccia nemici più robusti o pilotati da piloti particolarmente decisi ad attaccare. Nella versione G (e nell'ipotetica H) questo problema fu parzialmente risolto con l'adozione di due MG 81Z binate, che sparavano un fascio di proiettili molto più ampio e denso, rispetto alla singola MG 15. Rimaneva il problema che queste erano comunque "armi a braccio", decisamente difficili da usare durante le acrobazie.
Queste problematiche rimasero irrisolte fino all'avvento dei Messerschmitt Me 210 e Messerschmitt Me 410, i successori designati del Bf 110, adottando barbette in fusoliera telecomandate da una cloche elettromeccanica associata ad un mirino giroscopico.
Data la situazione i piloti di Bf 110, se ne avevano la possibilità, evitavano il confronto diretto e tentavano tattiche dissuasive, come ad esempio mettersi con le spalle al sole, prima di lasciarsi coinvolgere nel dogfight. In attacco, i piloti tentavano sempre di rimanere vicini l'un l'altro. Solitamente il caposquadriglia e i capisezione erano gli unici che attaccavano, mentre gli altri si limitavano a coprir loro le spalle. Se il combattimento contro i caccia nemici non progrediva a favore dei caccia tedeschi, allora gli Zerstörer si stringevano sulla difensiva, solitamente adottando la tattica del "Circolo degli Squali": la squadriglia iniziava a volare in un larghissimo cerchio, in modo tale che ciascun componente poteva coprire le spalle all'aereo che volava più avanti. Questa tattica difensiva, tuttavia, richiedeva piloti esperti.
Dal 1943, e in particolare dall'estate, su tutti i fronti iniziarono a comparire vari caccia nemici di nuova generazione, che risultarono molto più competitivi del Bf 110. Nel 1944 il caccia pesante tedesco poteva considerarsi ormai obsoleto e troppo in svantaggio per poter sostenere un combattimento contro i monomotori più moderni.

#### Intercettore

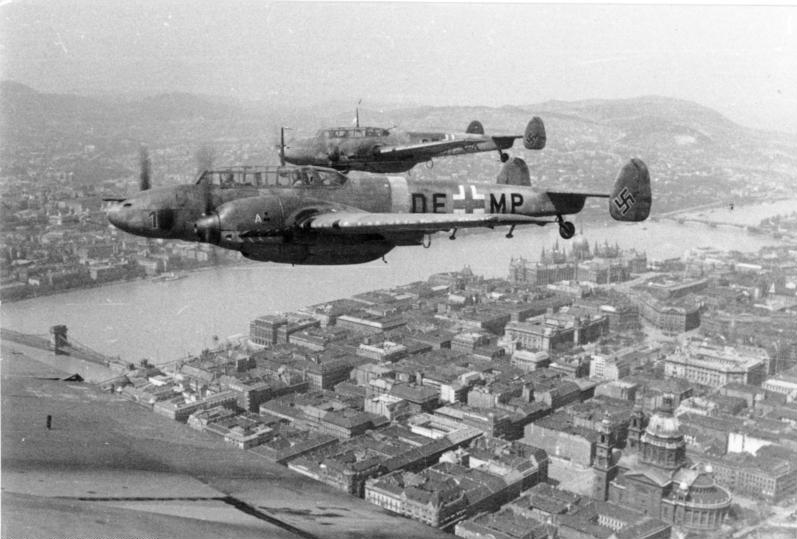
Bf 110, Budapest 1944

Il 18 dicembre 1939 i Bf 110 C dei Gruppi I/ZG76 e II/ZG76 debuttarono come "Distruttori di Bombardieri" abbattendo nove Vickers Wellington della RAF durante la battaglia della Baia di Jade senza subire alcuna perdita. Seguirono altri facili successi, dovuti principalmente al fatto che i bombardieri avversari effettuavano le loro missioni senza scorta di caccia. Quasi la totalità dei bombardieri esistenti, nei primi anni di guerra, non avevano né l'agilità né la velocità per sfuggire all'intercettazione dei Bf 110, pertanto questi ultimi erano sempre in vantaggio tattico, in particolare se diretti via radio da un "centro di coordinamento caccia" collegato a stazioni radar che individuavano costantemente la posizione dei bombardieri nemici.
I bombardieri disponevano dei mitraglieri di bordo che potevano essere efficienti nella difesa, specie se volavano in formazione molto "stretta" per aiutarsi vicendevolmente nella difesa. Tuttavia nei primi anni di guerra, la maggior parte dei modelli non erano avversari temibili per i Bf 110 e potevano presentare "punti ciechi" nella loro difesa: per esempio i bombardieri bimotori della RAF erano spesso indifesi nella parte ventrale.
Nei primi anni di guerra, pertanto, gli intercettori si regolavano caso per caso: una volta giunti in contatto visivo con lo stormo di bombardieri, dapprima cercavano di identificarne con sicurezza i modelli, per intuire i possibili punti meno difesi dai mitraglieri, quindi manovravano per attaccare il lato più vulnerabile del nemico. I Bf 110 si avvicinavano "a tutta velocità" e possibilmente con un rapido passaggio "a sciabola" di pochi secondi, per rendere più difficile il puntamento ai mitraglieri di bordo nemici. I piloti sapevano di disporre di una potenza di fuoco che, già nelle prime versioni, poteva considerarsi del tutto ragguardevole: le quattro MG 17 da 7,92 mm e i due cannoni MG FF da 20 mm, montati sul muso, scaricavano raffiche di 98 colpi al secondo, tra l'altro concentrati in una rosa abbastanza ristretta. Questo generalmente consentiva al Bf 110 di abbattere un bombardiere medio bimotore nemico con un solo, devastante passaggio di attacco.
Dall'estate 1940, inoltre, la potenza di fuoco e l'armatura furono ulteriormente e progressivamente aumentate, dalla versione C-4 in poi, a mano a mano che entrarono in servizio nuove generazioni di bombardieri nemici, sempre più robusti e meglio difesi. Tra questi, in particolare, i bombardieri quadrimotori della RAF di nuova generazione e successivamente i quadrimotori USAAF. Come intercettore di bombardieri nemici il Bf 110 presentava l'unico problema di essere un aereo piuttosto grande, il che offriva ai mitraglieri nemici una sagoma maggiore, rispetto ai piccoli monomotori come il Bf 109: le possibilità di essere colpito dal fuoco nemico erano maggiori. Rispetto al Bf 109, tuttavia, questo aereo aveva una maggiore resistenza ai danni da combattimento e quindi migliori possibilità di sopravvivenza: anche se subiva gravi danni a un motore, poteva continuare a volare con l'altro per tornare alla base.

### Caccia pesante 1941-45
Il periodo compreso fra il 1941 ed il 1945 vide una maggiore diversificazione nell'impiego del Bf 110 come Zerstörer diurno, il che accentuò la sua caratteristica di caccia multiruolo. In particolare, il Bf 110 eccelse in ruoli che paradossalmente erano considerati secondari nel progetto originario, ovvero come cacciabombardiere e PulkZerstörer cioè intercettore di bombardieri. In ultima analisi questi ruoli però risultarono tatticamente più utili alla Luftwaffe. L'ultima versione, la G, fu la più flessibile e configurabile quanto ad armamenti ed accessori, e fu impiegata in tutti i ruoli.

#### Cacciabombardiere
I mitragliamenti dei Bf 110 condotti con il potente armamento frontale e i bombardamenti in planata, colpivano la maggior parte dei bersagli assegnati. Ciò risultò particolarmente evidente sul Fronte Orientale, dove i Bf 110 furono chiamati al ruolo di "artiglieria volante" già durante l'Operazione Barbarossa. Nella sola estate 1941, dal 22 giugno al 27 settembre, i velivoli del solo Gruppo II/ZG26 distrussero al suolo 741 aerei fermi negli aeroporti, 148 carri armati, 166 postazioni di artiglieria, 3280 veicoli, 68 locomotive ferroviarie e 50 treni (in particolare, un treno blindato). Tutto ciò oltre al bombardamento di numerose postazioni difensive nemiche, alla distruzione di quattro ponti e all'abbattimento di 96 aerei nemici. I Bf 110 iniziavano a meritarsi il soprannome di "Distruttori".
La necessità della Kriegsmarine ("Marina da Guerra" tedesca) di avere l'appoggio dalla Luftwaffe per condurre operazioni anti-nave, nonché di proteggere le navi tedesche in alto mare, portò alla nascita di almeno quattro tipi di Bf 110 denominati Langstrecken Zerstörer ("Distruttore a grande autonomia").
Primo di questa famiglia di "cacciabombardieri navali", nonché caso particolare, fu il Bf 110 D-1/R1 Dachelbauch: esteticamente diverso da tutti gli altri Bf 110, per la presenza di un serbatoio di bordo maggiorato da 1200 litri detto "a pancia di bassotto" (Dachelbauch). Aveva una grandissima autonomia, essendo stato concepito per la ricognizione armata contro obiettivi navali, in particolare in alto mare, partendo da aeroporti sulle coste della Norvegia o del Mediterraneo. Questo esperimento si rivelò pericoloso, a causa dei vapori di benzina che rimanevano nel grosso serbatoio ventrale, che aumentavano la vulnerabilità dell'aereo al fuoco nemico e rendevano poco sicuro anche il semplice atterraggio. L'esperimento fu abbandonato in pochi mesi, dopo alcuni tragici incidenti. Ma l'idea del non fu abbandonata: il Dauchelbauch venne sostituito dal D-1/R2, un normale Bf 110 con la predisposizione per due serbatoi alari supplementari sganciabili da 900 litri. A questo tipo succedettero il D-3 e lo E-2, che oltre ai serbatoi sganciabili presentavano altre piccole modifiche, specifiche per le lunghe operazioni anti-nave.
Versione dopo versione, i Bf 110 cacciabombardieri furono progressivamente potenziati nell'armamento offensivo nonché migliorati nella protezione passiva dell'equipaggio. La prima versione massicciamente armabile fu la E dell'inizio 1941: l'armamento di caduta poteva raggiungere i 1200 kg di bombe. Oltre alle normali bombe tipo "SC", potevano essere montate bombe "SD" a frammentazione (sia da 50 kg che da 250 kg) oppure contenitori di spezzoni incendiari, sia del tipo "AB500" che del tipo "AB24" alari. Tuttavia questa versione soffriva della modesta potenza dei motori in quanto dalla versione C4/B il peso a vuoto dell'aereo era comunque aumentato. La situazione migliorò con la versione F-1, finché con la versione G-2 del 1942 il Bf 110 raggiunse le migliori caratteristiche per l'attacco al suolo, con un considerevole livello di armatura e motori di potenza adeguata.
I successi come cacciabombardiere non evitarono però il progressivo accumularsi di perdite di aerei, dovute principalmente al fuoco contraereo durante gli attacchi a bassa quota.

#### Distruttore di formazioni (PulkZerstörer)
Nell'agosto 1942 la Ottava USAAF arrivò in Gran Bretagna, con i suoi bombardieri quadrimotori B-17 Flying Fortress, che si dimostrarono duri avversari per i Bf 110. Il notevole armamento difensivo e la resistenza strutturale dei B-17 misero in seria difficoltà gli intercettori tedeschi, in particolare resero del tutto inutili le MG 17 da 7,92 mm. Pertanto, dalla primavera 1943 furono introdotti nuovi Rüstsätze (equipaggiamento da campo) per la recente versione G del Bf 110, per fronteggiare i bombardieri strategici statunitensi. Alla normale capacità dei G-2 di caricare una coppia di cannoni aggiuntivi da 20 mm o 30 mm installati in una gondola ventrale, fu diffusamente aggiunta la modifica G-2/R3, che introduceva due cannoni MK 108 da 30 mm al posto delle classiche quattro MG 17 da 7,92 mm sul muso. Sebbene molto potenti, gli MK 108 richiedevano comunque l'avvicinamento ai B-17, con la conseguente esposizione al fuoco nemico. Al fine di riuscire quantomeno a rompere le formazioni di B-17 in modo tale da allontanare i bombardieri l'uno dall'altro ed attaccare quelli più isolati, la Luftwaffe decise di sperimentare altri equipaggiamenti da campo, che prevedevano l'uso di armi molto pesanti, come le batterie di lanciarazzi Werfergranate 21: questi aerei vennero soprannominati PulkZerstörer, ovvero "Distruttori di Formazioni". In questo ruolo impiegarono anche tecniche piuttosto eterodosse: considerando il fatto che i bombardieri quadrimotori volavano sempre in formazione stretta e a velocità di crociera, dal febbraio 1943 la Luftwaffe cominciò a bombardare dall'alto le formazioni nemiche con bombe a grappolo AB 250 da 250 kg o AB 500 da 500 kg, con spoletta temporizzata, solitamente impiegate nelle missioni di attacco al suolo. Anche altri aerei, addirittura i bombardieri He 111, furono impiegati in questo tipo di missioni, con effetti devastanti particolarmente nel 1943, quando i bombardieri USAAF effettuavano missioni senza scorta di caccia. Tuttavia, l'impiego di questa tecnica si rivelò ancora piuttosto pericolosa per gli stessi caccia della Luftwaffe: le AB 500 provocavano una scia di 200 bombe da 1 kg ciascuna che disperdendosi poteva danneggiare aerei fino a centinaia di metri di distanza. Il rischio di colpire accidentalmente i caccia amici era notevole, se l'attacco non era ben coordinato. Inoltre i Bf 110 carichi di bombe erano meno veloci, meno agili e con una minore quota di tangenza, il che a volte rendeva difficile posizionarsi al di sopra dei B-17 Flying Fortress, capaci di volare molto in alto. Le bombe AB rimasero una seria minaccia soprattutto per i B-24 Liberator e i B-26 Marauder che, carichi di bombe, non erano capaci di volare a quote molto elevate nella crociera di andata verso il bersaglio.
Nato quasi per caso, il ruolo di PulkZerstörer finì per diventare definitivo, nella carriera del Bf 110 come intercettore diurno. Dato che era uno dei pochissimi caccia tedeschi, assieme al Messerschmitt Me 410, capaci di trasportare batterie di quattro o sei Werfergranate 21, questi lanciarazzi divennero praticamente una dotazione fissa dall'estate 1943 in poi. Essendo armi pesanti e non aerodinamiche, che limitavano in parte l'agilità e la velocità, la vulnerabilità risultò aumentata. Pertanto, oltre ai Werfergranate 21, i Bf 110 caricarono spesso anche i Rüstsätze /R1 o R/4, con cannone a lungo raggio da 37 mm, che teoricamente consentiva l'abbattimento di un quadrimotore con pochi colpi e restando fuori della portata di tiro dei mitraglieri nemici. Queste configurazioni di armamenti super-pesanti univano cannoni da 30 mm sul muso, quattro o sei Werfergranate 21 più un cannone da 37 mm oppure una coppia di cannoni aggiuntivi da 20 mm o 30 mm in gondola ventrale e le bombe a grappolo AB. Sicuramente garantirono ai Bf 110 molte vittorie aeree in particolare nel 1943, ma altrettanto sicuramente i Bf 110 videro compromessa la loro originaria agilità, rischiando di diventare facili prede dei caccia di scorta americani a lungo raggio che iniziarono a comparire a fianco dei bombardieri americani tra la fine del 1943 e l'inizio del 1944. La Luftwaffe, considerando essenziale il ruolo dei Bf 110 e degli Me 410, tentò quasi sempre di proteggerli assegnando loro squadriglie di Bf 109 o Fw 190 come scorta ravvicinata contro i caccia nemici. Tuttavia nel 1944 si registrarono comunque pesantissime perdite di aerei Bf 110.

### Caccia notturno (Nachtjäger)
Sebbene non fosse stato progettato specificamente per la caccia notturna o Nachtjagd, alla fine vi risultò molto adatto in quanto le sue caratteristiche di caccia pesante offrivano:
- Possibilità di caricare grandi serbatoi alari sganciabili di carburante con conseguente lunga autonomia di volo; una dote importante per il pattugliamento notturno.
- Possibilità di montare ingombranti strumenti elettronici per la radionavigazione e l'intercettazione notturna. Questi pesavano complessivamente, a causa del basso livello tecnologico dell'epoca, quasi 2000 kg.
- Possibilità di avere un equipaggio fino a tre aviatori, per consentire al pilota di concentrarsi esclusivamente nel suo ruolo mentre gli altri due aviatori si occupavano delle apparecchiature elettroniche, della radio, della navigazione ed eventualmente della difesa di coda.
- Possibilità di essere attrezzato con armamenti molto pesanti, come cannoni MK 108 da 30 mm e configurazioni Schräge Musik, capaci di abbattere anche i robusti bombardieri quadrimotori.

Rispetto alle versioni diurne in configurazione senza armi aggiuntive, i Bf 110 notturni dotati di radar e in pieno assetto di combattimento, specie dalla versione F in poi, risultavano molto più pesanti. Ciò comportava un certo scadimento delle prestazioni, un'agilità inferiore e una velocità massima orizzontale inferiore di circa 40 km/h. Questo scadimento delle prestazioni, tuttavia, non preoccupava molto gli equipaggi: grazie all'oscurità, i combattimenti contro gli eventuali caccia nemici erano un evento raro e comunque l'evasione dal combattimento risultava abbastanza facile, in caso di difficoltà. L'attacco notturno ai bombardieri, inoltre, veniva effettuato quasi sempre in condizioni di vantaggio tattico poiché questi ultimi, generalmente, erano molto più lenti e meno agili dei Bf 110. I modelli di bombardieri notturni britannici più pericolosi, risultarono essere soprattutto quelli dotati di torretta ventrale, però non erano molto diffusi.

#### Caccia notturna convenzionale
I Bf 110 privi di radar di bordo, che prestarono servizio come caccia notturni fra il settembre 1939 e la primavera 1942, non riscossero molto successo anche se riuscirono a conseguire alcune vittorie. Le versioni C, che non disponevano di serbatoi supplementari sganciabili, decollavano su "allarme aereo" oppure effettuavano pattuglie dal mezzo della notte sino all'alba, compatibilmente con l'autonomia di volo. Il pilota seguiva le indicazioni di rotta fornite dal navigatore/mitragliere di coda, che si teneva in costante contatto radio con il "centro di comando caccia", detto Fluko. Quando poteva basarsi sui rilevamenti delle stazioni radar terrestri, forniva costantemente via radio la posizione, rotta, quota e velocità dei bombardieri nemici, poi l'individuazione esatta del nemico dipendeva dagli occhi del pilota e del navigatore. Nonostante dall'estate 1940 il Fluko disponesse di stazioni radar Freya per rilevare i bombardieri nemici, gli intercettori non di rado fallivano nel prendere "contatto visuale", anche solo per pochissimi chilometri.
Nel volo di pattuglia, il pilota cercava di portarsi sopra i 3000 metri, dove nelle notti di luna piena la visibilità era generalmente ottima. Tuttavia, quando i bombardieri nemici volavano sotto i 3000 metri o sotto una coltre di nubi, l'unico modo che il pilota aveva di avvistarli era di farsi aiutare dalla luce delle lampade fotoelettriche, in dotazione alle batterie FlaK. Le migliori occasioni di caccia per i Bf 110C notturni si avevano solo all'alba, al tramonto, oppure al chiaro di luna.

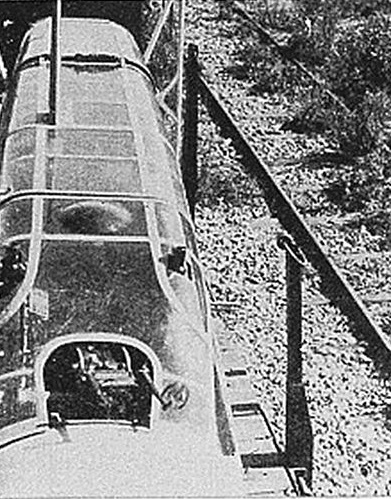
Fusoliera di Bf 110G-4 caricata su un carro merci ferroviario. La foto ritrae la postazione delle mitragliatrici di coda MG81Z; nonché i cannoni verticali Schräge Musik, che spuntano dal tettuccio posteriore della postazione del mitragliere di coda.

Nell'approcciarsi ad un bombardiere nemico, il pilota cercava di mantenersi sempre più basso di quota: sia perché la visibilità verso l'alto dalla cabina del Bf 110 era ottima (ovviamente, anche il navigatore collaborava all'avvistamento), sia per evitare di farsi individuare dai mitraglieri di bordo del bombardiere. La maggior parte dei bombardieri notturni della RAF non disponeva di una torretta ventrale, pertanto l'avvicinamento dal basso e dal retro era il metodo più sicuro. L'apertura del fuoco avveniva solo a distanza molto ravvicinata, per avere la certezza di poter abbattere l'aereo avversario in pochi secondi. Attacchi da lontano non venivano mai tentati, poiché le scie dei proiettili erano ben visibili di notte; se il pilota mancava la mira era relativamente facile per il bombardiere intraprendere una manovra evasiva e sfuggire nel buio, specie quando la visibilità era molto ridotta.
Questa forma di approccio divenne tanto abituale che infine ispirò l'invenzione di un nuovo sistema d'arma per i caccia notturni, denominato Schräge Musik: si trattava di cannoni da 20 mm o 30 mm con inclinazione di 65º in avanti, montati sulla fusoliera, verso l'alto. Il pilota poteva così aprire il fuoco mantenendosi a quota più bassa rispetto al bombardiere, ovvero senza rischiare di esporsi al fuoco di risposta del mitragliere di coda nemico. Adottato per la prima volta sui Bf 110 F-4/U1 dalla metà del 1943, lo Schräge Musik divenne una dotazione standard nella maggior parte dei caccia notturni tedeschi.
La difesa di coda contro i caccia nemici, diversamente da quanto accadeva per gli aerei diurni, era un evento decisamente raro. Soltanto dalla primavera 1943 i caccia notturni tedeschi iniziarono ad avere alcuni problemi con i Beaufighter e i Mosquito della RAF. In quel caso, il mitragliere di coda apriva il fuoco e avvisava il pilota d'intraprendere manovre evasive. Nel buio della notte, comunque, sfuggire ad un caccia nemico risultava molto più facile che di giorno. Tutto sommato i Beaufighter erano avversari qualitativamente affrontabili in combattimento dai Bf 110. I Mosquito invece, erano decisamente più temibili per agilità e velocità nel combattimento aereo. Tuttavia, i Mosquito notturni furono impiegati dai britannici più che altro nel ruolo di pathfinder, piuttosto che caccia di scorta ai bombardieri. Ovvero, i Mosquito "marcavano" i bersagli terrestri con bombe incendiarie, per rendere visibile ai bombardieri il punto preciso da colpire. La presenza dei Mosquito non si rivelò, quindi, un grosso problema per i Bf 110.

#### Caccia notturna basata sul radar

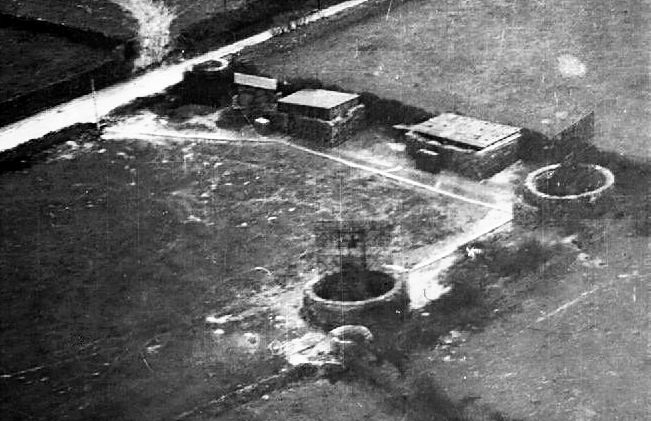
Fotoricognizione RAF del 1941 su una stazione radar "Freya" presso Auderville, Francia.

Dall'estate 1940, il colonnello Josef Kammhuber riuscì ad organizzare una rete di stazioni radar Freya, ciascuna del raggio operativo di circa 150 km, che venivano impiegate per il puntamento di ulteriori stazioni radar Würzburg, operanti a 360° per 40 km, con funzioni di guida-caccia. Questa rete si estendeva dalle coste della Danimarca, lungo le coste settentrionali dei Paesi Bassi sino alla Francia, con particolare distribuzione lungo il fiume Reno. Questa catena di stazioni radar, che formava il "Sistema Himmelbett", aumentò notevolmente la capacità del "centro di controllo caccia" di individuare anticipatamente i bombardieri notturni nemici. Il sistema prevedeva una difesa aerea notturna "a settori". Lo spazio aereo veniva idealmente diviso in una griglia di numerosi quadranti, ampi circa 32 km lungo l'asse nord-sud e 20 km verso est-ovest. All'interno di ogni settore operava un singolo caccia notturno, che pattugliava costantemente la zona e riceveva istruzioni via radio dal centro di controllo.
Nel luglio 1940 entrò in servizio il Bf 110 D-1/U1 con sensori all'infrarosso Spanner Anlage, che tentavano di rilevare il calore emesso dai tubi di scappamento dei motori dei bombardieri. Questo nuovo strumento si rivelò un discreto aiuto per gli equipaggi di Bf 110, ma non si poteva considerare un vero strumento per l'individuazione degli aerei quanto piuttosto un sistema di puntamento, quando il nemico era già stato individuato dal caccia tedesco. Come strumento di ricerca, teoricamente, lo Spanner Anlage avrebbe dovuto captare variazioni di calore nell'aria in un raggio di circa 4 km ma nella pratica ciò riusciva difficilmente. Normalmente riusciva ad individuare con esattezza fonti di calore solo nel raggio di 200 m e queste dovevano trovarsi sufficientemente di fronte al Bf 110. Non effettuava una ricerca a 360° quindi, in pratica, lo Spanner Anlage risultava utile solo negli inseguimenti. Le segnalazioni della luce ad infrarossi venivano proiettate in uno schermo, posto di fronte al pilota, denominato Q-Rohr, che forniva poi la posizione del bersaglio sull'apposito mirino Revi C12/D. I britannici impiegarono un po' di tempo per accorgersi dell'esistenza di questo sistema di puntamento, dopodiché studiarono il sistema di modificare i tubi di scappamento dei motori dei bombardieri, in modo da limitare le emissioni di calore. Lo Spanner Anlage iniziò a risultare meno utile ma i tedeschi continuarono ad installarlo e usarlo su vari tipi di caccia notturni.
Il Bf 110 F-4a fu la prima versione di serie che montò sia i sensori all'infrarosso, sia il primo radar di bordo (già collaudato nei Bf 110 E-7/U1) ma poi lo Spanner Anlage fu abbandonato, in quanto il radar di bordo risultava molto più utile e preciso.

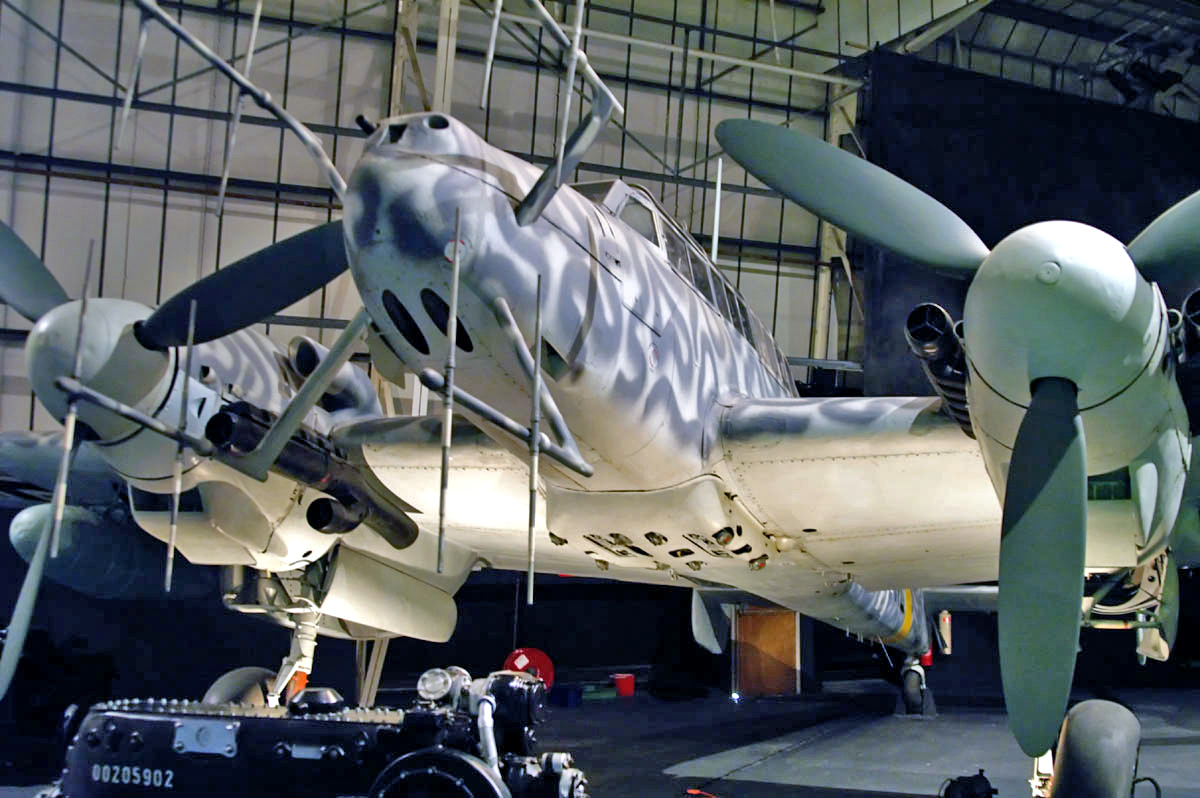
Un Bf 110 G4/R6, versione caccia notturno, in esposizione al RAF Museum Hendon, Londra, Regno Unito. Notare le antenne radar FuG 220 "Lichtenstein" sul muso.

Il radar di bordo FuG 202 "Lichtenstein", introdotto nella primavera 1942, fu una vera rivoluzione per la caccia notturna tedesca. Nonostante alcuni difetti di funzionamento iniziali e altri di fondo, il Lichtenstein offriva ai Bf 110 degli autentici "occhi elettronici" per individuare i bombardieri nemici, anche nel buio più completo. Il FuG202 operava su una frequenza di 490 MHz, con un raggio di azione minimo di 500 m e massimo di 3,5 km; con un angolo di ricerca di 70º. Se il Fluko riusciva a indirizzare bene il Bf 110 verso gli aerei nemici, e se l'Operatore Radar (terzo uomo dell'equipaggio, che prendeva posto fra il pilota e il navigatore/mitragliere di coda) riusciva ad "agganciare" il bersaglio, a questo punto il lavoro del pilota, nell'avvicinarsi furtivamente all'avversario ed abbatterlo, diventava abbastanza facile anche in piena oscurità notturna. Successive versioni del Lichtenstein migliorarono leggermente le prestazioni e la precisione nella localizzazione del bersaglio. Ad esempio, la versione successiva FuG 212 "Lichtenstein C-1", dell'inizio 1943, rendeva più facile la lettura dei bersagli all'Operatore Radar ed operava a frequenza variabile 420 - 480 MHz (anziché fissa a 490 MHz), in modo tale da non creare interferenze radar fra caccia notturni, specie se si trovavano a meno di 50 km di distanza l'uno dall'altro.
Quasi contemporaneamente ai tedeschi, anche la RAF studiò i propri radar di bordo, apparecchiature per l'intercettazione ed apparecchiature di disturbo dei segnali radio e dei radar nemici. Tra le varie invenzioni dei britannici vi fu un radar di bordo per la difesa dei bombardieri, denominato "Monica": situato nella parte posteriore dell'aereo, doveva fungere da allarme, per rilevare tempestivamente la presenza di caccia notturni in avvicinamento dal retro. In realtà questa contromisura britannica finì però per agevolare notevolmente i tedeschi. La Luftwaffe, venuta a sapere del radar "Monica", installò sui Bf 110 un ulteriore radar, il FuG 221a "Rosendaal-Halbe" sintonizzato sui 190-230 MHz, che riusciva a captare le emissioni di "Monica" da 100 km di distanza facilitando così enormemente il rilevamento della posizione del bombardiere britannico. Quando, dopo quasi un anno, gli equipaggi britannici furono informati del FuG 221a "Rosendaal-Halbe", buona parte di essi preferirono tenere spento il loro radar di coda.
Uno strumento d'intercettazione elettronica ancora più sofisticato, il FuG 350Z Naxos Z. "Flensburg-Halbe", fu collaudato nel settembre 1942 e progressivamente installato su quasi tutti i G-4: aveva un raggio di azione di 50 km e poteva effettuare ricerche a 360° su frequenze dai 2500 ai 3750 MHz ovvero era praticamente in grado di rilevare tutti i radar di navigazione, avvicinamento e difesa inglesi.
Diversi Bf 110 G-4 furono attrezzati, inoltre, con radar di bordo dai compiti più specifici. Poiché dal settembre 1942 la RAF aveva iniziato ad effettuare missioni di disturbo dei radar terrestri Freya tedeschi, anche mediante l'impiego di aerei muniti di apparecchi di disturbo "Mandrel", dal marzo 1943 i tedeschi risposero con il radar di bordo FuG 221 "Freya-Halbe", sintonizzabile sui 110-140 MHz. I Bf 110 così attrezzati riuscivano a captare le emissioni degli aerei di disturbo elettronico nemici e a localizzarli.
Nel 1943, la RAF adottò una nuova contromisura: le striscioline di alluminio soprannominate Window che, lanciate in grande numero ad alta quota, provocavano un "effetto nebbia" sulle stazioni radar tedesche, impossibilitando il Fluko a dirigere la caccia notturna. Impiegate dall'incursione su Amburgo del luglio 1943 in poi, le Window misero seriamente in crisi gli equipaggi di Bf 110 G-4 per almeno un mese, praticamente abbandonati a loro stessi nelle ricerche notturne. Ma i tedeschi, che conoscevano già il problema delle Window a livello teorico, trovarono rapidamente soluzioni tecniche per ripristinare, almeno in parte, la funzionalità dei loro radar.
Dall'inizio 1944 entrarono in servizio Bf 110 G-4 dotati di FuG 220 "Lichtenstein SN-2". Il nuovo radar di bordo aveva un raggio di azione massimo di 4 km; operava su una banda variabile fra i 37,5 e i 118 MHz ed aveva un angolo di ricerca di 120º. Ulteriori affinamenti nelle dotazioni radar di bordo dei Bf 110 portarono, entro l'autunno 1944, il raggio di azione minimo a 300 m e all'installazione di un'antenna di coda Yagi, che conferiva ai caccia notturni la capacità di effettuare ricerche radar quasi a 360°.
Furono infine previsti per la produzione (ma non realizzati) i Bf 110 H-4, che dall'aprile 1945 avrebbero montato il radar di bordo FuG 240 "Berlin" ad onde centimetriche (9 cm). Dai pochi collaudi effettuati, il FuG 240 "Berlin" risultò essere virtualmente immune agli "effetti nebbia" e molto preciso.
I risultati operativi della tecnologia elettronica applicata ai Bf 110 notturni furono notevoli: nel 1942 il 65% delle missioni di intercettazione terminò con l'abbattimento di bombardieri nemici ed entro la metà del 1943 questa percentuale salì al 76%. Un risultato incredibile se paragonato alle missioni notturne senza l'impiego di radar di bordo.

#### Tecniche speciali di caccia notturna (Zahme Sau)

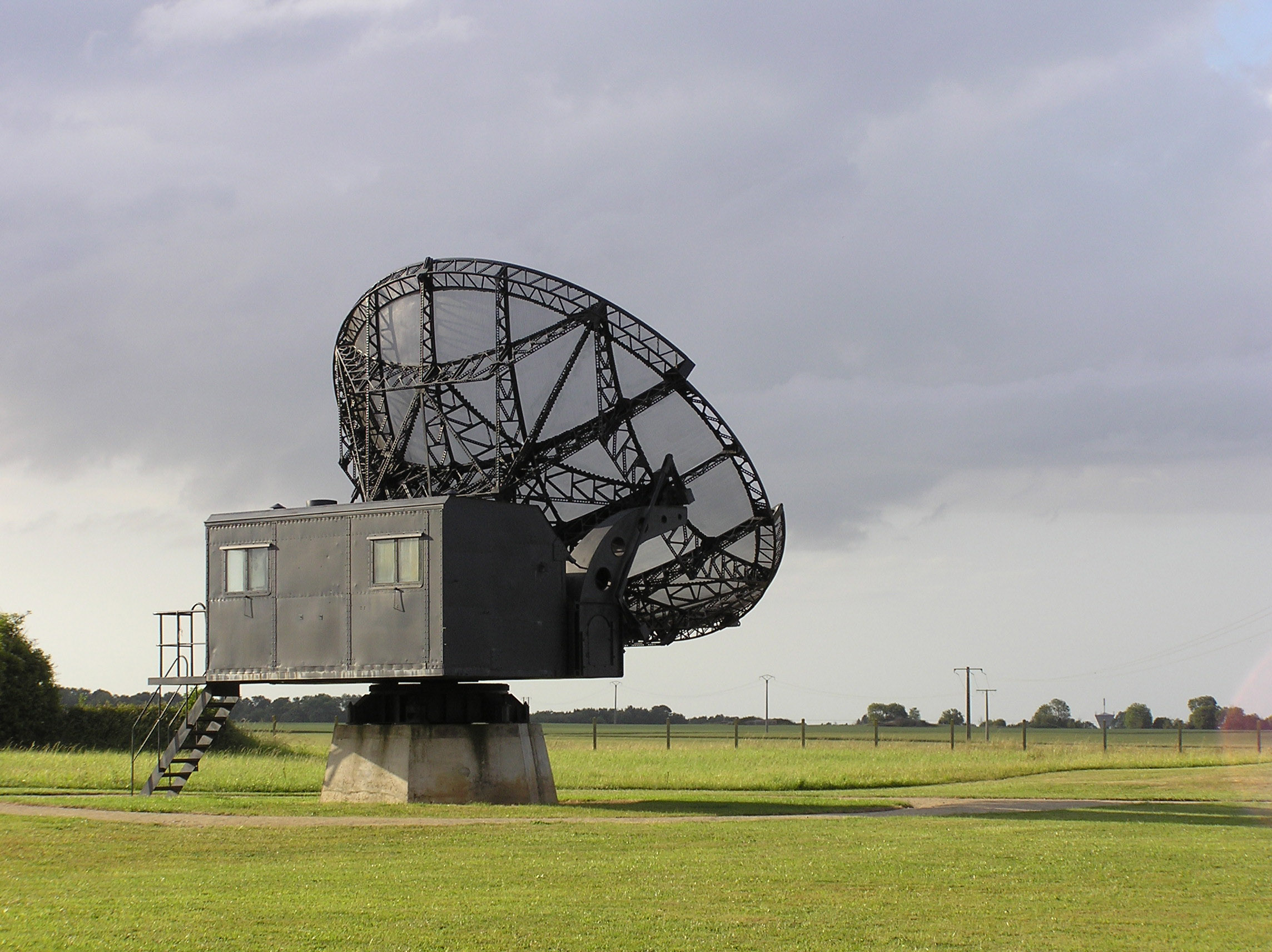
Una stazione radar tipo FuMG 65 Würzburg situata in Francia, a Douvres-la-Délivrande, Calvados. I "Würzburg", in varie versioni, furono i radar guida-caccia standard della Luftwaffe tra il 1940 e il 1943, e venivano orientati dagli ancor più grandi radar terrestri Freya. I "Würzburg" erano di buon livello, ma furono definitivamente sostituiti, nell'aprile 1944, dall'esteticamente simile ma tecnicamente migliore FuMG 404 "Jagdschloss", dotato di capacità IFF per il sistema guida-caccia Egon.

L'incursione della RAF su Colonia del 30/31 maggio 1942 aveva messo in crisi il sistema Himmelbett che, con la sua difesa organizzata in settori, poteva raggruppare solo una media di 8-9 caccia notturni all'ora in una determinata zona. La massiccia incursione britannica, realizzata in un unico flusso di bombardieri, riuscì a sfondare il sistema difensivo tedesco e segnò una vittoria strategica. Come risposta, i tedeschi idearono per i Bf 110 notturni una nuova tattica di impiego, denominata Zahme Sau ("cinghiale addomesticato"). Questa consisteva nello slegare i caccia notturni dalle cellule del sistema Himmelbett, dirigendoli minuto per minuto tramite costanti comunicazioni radio dal Fluko: ciò consentiva di concentrare in un singolo settore molti più caccia notturni, e molto più rapidamente. Per realizzare questa tattica con migliore efficacia, sarebbe stato opportuno sostituire le stazioni radar a terra Würzburg con altre migliori e con capacità IFF, modificare i Freya in Freya-Gemse (IFF) e dotare i caccia notturni di apparecchiatura FuG 25a "Erstling" (sempre IFF). Ciò avrebbe consentito sia ai Bf 110 che al Fluko di poter distinguere esattamente, sugli schermi dei radar, quali aerei fossero nemici e quali amici: questo metodo di radioguida fu denominato Egon. Il sistema Egon fu proposto per la prima volta dai Generali Martini e Kammhuber nel giugno 1942 ma sia per motivi tecnici che per contrasti con il Reichsmarschall Hermann Göring, l'adeguamento delle stazioni radar e degli aerei fu molto lento. Soltanto dopo il disastro di Amburgo del 24 luglio 1943, Göring ordinò di affrettare la realizzazione del sistema Egon, che fu pienamente completato solo nell'aprile 1944.
Nel frattempo, la tattica Zahme Sau continuò a basarsi soprattutto sulle continue comunicazioni radio fra caccia notturni e Fluko: questo sistema era solo parzialmente efficace, poiché il Fluko, gestendo le trasmissioni radio, poteva distinguere gli aerei amici dai nemici, mentre agli equipaggi dei Bf 110 questa possibilità mancava.
Per applicare al meglio la nuova tattica, la dotazione di serbatoi alari sganciabili da 900 litri divenne standard sui Bf 110 G-4, in modo da garantire lunga autonomia. Al fine di facilitare la navigazione notturna e gli atterraggi nel buio, inoltre, i G-4 furono dotati di impianto Fu B1 2F; in modo tale che i caccia notturni potessero decollare ed atterrare a qualsiasi ora. Altro miglioramento riguardò la radio di bordo, che alla consueta ricetrasmittente R/T FuG 10P affiancò la nuova FuG 16ZY per mantenere un contatto costante e indipendente con il Fluko, mediante segnali in codice Y-Verfahren. Questo era un sistema più rapido ed intuitivo rispetto alla comunicazione vocale, che allo stesso tempo funzionava come ulteriore sistema IFF (in sostituzione o complemento al FuG 25a "Erstling"). Va però detto che all'atto pratico l'installazione di tanta tecnologia, per le radiocomunicazioni e la radionavigazione, aumentò l'esposizione dei Bf 110 G-4 a quei caccia notturni nemici dotati di sistemi di intercettazione, come i Bristol Beaufighter, che iniziarono a comparire dalla primavera 1943 attorno alle ondate di bombardieri notturni britannici.
La tipica missione Zahme Sau dei Bf 110 G-4 iniziava con il volo di pattuglia o con il decollo su allarme. Il pilota, attraverso le cuffie incorporate nel casco, riceveva sia le segnalazioni vocali che le segnalazioni in codice dal Fluko, regolando di conseguenza la rotta verso i bersagli localizzati dalle stazioni radar. Alle sue spalle, l'Operatore Radar teneva sotto controllo le varie apparecchiature e informava verbalmente il pilota, tramite interfono o anche direttamente. Quando le apparecchiature di bordo "agganciavano" il bersaglio, l'Operatore Radar diveniva il personaggio chiave per la fase di avvicinamento. Il navigatore/mitragliere marcava sulla mappa di volo, ad intervalli, la posizione geografica approssimativa raggiunta dall'aereo, basandosi sulle segnalazioni del Fluko. Egli sorvegliava il cielo, coadiuvava il pilota nell'avvistamento del bersaglio ed eventualmente maneggiava le mitragliatrici di coda in caso di combattimento coi caccia nemici.

### Traino alianti
Ben tre Bf 110, solitamente C-1/U1 appositamente modificati, erano necessari per rimorchiare in volo il gigantesco aliante Messerschmitt Me 321 che a pieno carico poteva pesare oltre 34 tonnellate.
Questa speciale operazione di rimorchio, denominata Troika-Schlepp, era molto pericolosa e richiedeva piloti esperti, poiché i tre aerei erano collegati all'aliante con robusti cavi di acciaio. In fase di decollo dovevano agire con perfetta coordinazione, secondo un preciso schema: l'aliante, aiutato da quattro razzi di spinta doveva staccarsi da terra per primo. Poco dopo dovevano staccarsi da terra i due Bf 110 laterali e per ultimo il centrale, che fungeva da capo-traino.
L'intera formazione prendeva il volo a circa 130 km/h, ovvero poco sopra la velocità di stallo del Bf 110, il che aggiungeva un ulteriore fattore di pericolo. In volo, i tre aerei dovevano poi effettuare le manovre con la massima coordinazione e mantenere una velocità di crociera molto bassa, non superiore ai 200–220 km/h, velocità superiori non erano ammesse. Come prevedibile la complessità del sistema portò ad alcuni gravi incidenti.

### Il "cavallo da tiro"
La validità del Bf 110 come aereo da combattimento è sempre stata dibattuta vivacemente, tra gli storici dell'aviazione della seconda guerra mondiale, arrivando a creare fazioni di sostenitori che lo dipingono entusiasticamente e fazioni di detrattori che ne evidenziano i difetti e lo definiscono "mediocre". A tutt'oggi è difficile trarre delle conclusioni completamente oggettive su questo aereo. Il problema fondamentale, al centro della disputa, è che nessuna versione del Bf 110 riuscì mai a combattere davvero efficacemente i caccia monomotori nemici di pari generazione. Nel dogfight il Bf 110 poteva vincere contro i caccia monomotori soltanto facendo ricorso a particolari tattiche e/o posizioni di vantaggio sul nemico oppure in cooperazione con altri aerei in squadriglia. Inoltre, il pilota e il mitragliere di coda del Bf 110 dovevano essere, per avere maggiori possibilità di sopravvivenza agli attacchi nemici, entrambi esperti e molto affiatati.
La maggior parte degli storici dell'aviazione concordano, comunque, nel definire il Bf 110 come il "cavallo da tiro della Luftwaffe": un tuttofare che fu destinato a rimanere un po' in ombra rispetto ai "cavalli da corsa" come il Bf 109 od il Focke-Wulf Fw 190, ma che senza dubbio dimostrò di essere molto utile, versatile ed affidabile. Non si hanno notizie di particolari tendenze del velivolo a sviluppare guasti meccanici né stalli o "spin" durante i combattimenti. Operò sempre senza troppi problemi in qualsiasi condizione, anche nei climi più estremi, dalla Norvegia alla Libia.

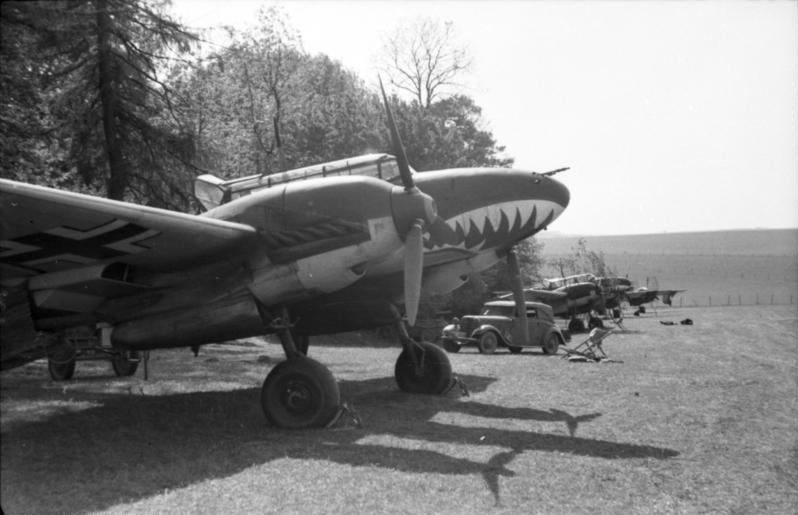
Squadra di Bf 110 a terra sul fronte occidentale, maggio 1940

Fu un aereo sicuramente eccellente per gli standard tecnologici della prima metà degli anni trenta. Ma poi, da lì fino agli anni quaranta, i notevoli e rapidissimi progressi tecnologici che si ebbero in tutto il mondo nel campo della progettazione aeronautica, fecero invecchiare precocemente il Bf 110, anno dopo anno, sino a farlo diventare un aereo tecnologicamente obsoleto già nella seconda metà della seconda guerra mondiale. A dispetto dei tentativi dei progettisti della Messerschmitt di mantenerlo aggiornato. Le versioni F e G si potevano ancora considerare discretamente al passo con i tempi, nel 1942. Poi dovettero soccombere definitivamente ai caccia nemici delle generazioni 1943 e 1944, come gli americani P-38J, P-47 e P-51: più veloci di oltre 100 km/h a tutte le quote, nonché dotati di migliori caratteristiche generali per il combattimento ravvicinato.
Nonostante ciò, per tutta la sua carriera il Bf 110 mantenne un potenziale notevolissimo. Nel complesso, quantomeno fino al 1942, il Bf 110 poté considerarsi un buon velivolo ed un'ottima macchina da guerra: abbastanza veloce, molto ben armato, facile e gradevole da pilotare. Molto stabile come piattaforma di tiro, il che aumentava le possibilità di colpire il bersaglio con le armi di bordo. 
Come Zerstörer, il Bf 110 fu affiancato ma non sostituito dai Messerschmitt Me 210 e Messerschmitt Me 410, i quali presentarono nuovi difetti e mancarono di alcuni pregi, ragione per cui i piloti tedeschi continuarono a preferire loro il Bf 110. Come caccia notturno il Bf 110 si dimostrò tatticamente valido per tutta la durata del conflitto.

### Gli Assi del Bf 110

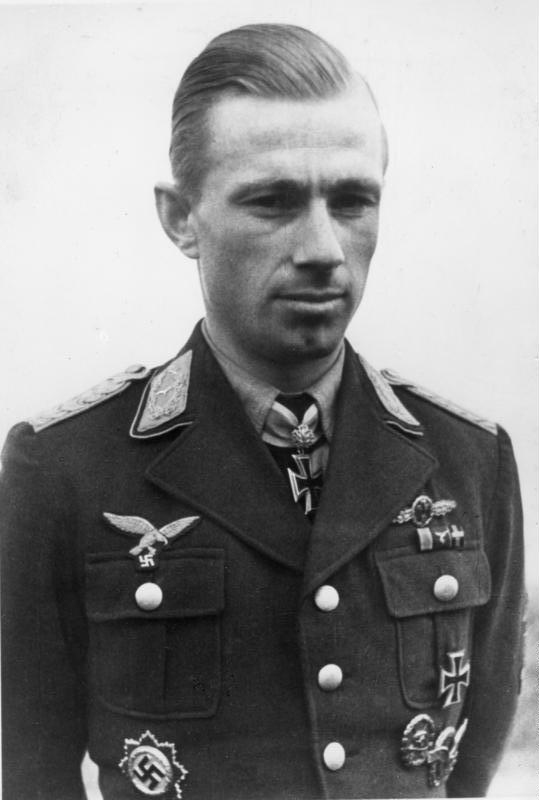
Tenente colonnello Helmut Lent.

Il più grandi assi del Bf 110 combatterono nel ruolo di cacciatori notturni. Molti di loro caddero in combattimento o a seguito di incidenti. Ecco un elenco dei primi cinque maggiori assi che conseguirono la maggior parte delle loro vittorie volando sui Bf 110:
- Maggiore Heinz-Wolfgang Schnaufer (16 febbraio 1922 – 15 luglio 1950), soprannominato "Il Fantasma Notturno di Sint-Truiden"; 121 vittorie; "Cavaliere della Croce di Ferro con Fronde di Quercia, Spade e Diamanti".
- Tenente colonnello Helmut Lent (13 giugno 1918 – 7 ottobre 1944); 110 vittorie; promozione a colonnello postuma; "Cavaliere della Croce di Ferro con Fronde di Quercia, Spade e Diamanti".
- Maggiore Heinrich Prinz zu Sayn-Wittgenstein (14 agosto 1916 – 21 gennaio 1944); 83 vittorie; "Cavaliere della Croce di Ferro con Fronde di Quercia e Spade".
- Colonnello Werner Streib (13 giugno 1911 – 15 giugno 1986); 68 vittorie; "Cavaliere della Croce di Ferro con Fronde di Quercia e Spade".
- Capitano Manfred Meurer (8 settembre 1919 – 22 gennaio 1944); 65 vittorie; "Cavaliere della Croce di Ferro".

Tra i piloti di Bf 110 vi furono inoltre personaggi che non raggiunsero i vertici della classifica degli assi per numero di vittorie ma ebbero importanza particolare per determinate imprese o per ruoli ricoperti. Tra questi:
- Capitano Herbert Kutscha (...); 47 vittorie; "Cavaliere della Croce di Ferro".

Fu probabilmente il maggiore Asso di Bf 110 nelle missioni di attacco al suolo. Volando con il II/ZG-1, nel Fronte Orientale, nella sola estate del 1942 fu accreditato della distruzione al suolo di: 44 aerei (mitragliamento di aeroporti), 41 carri armati, 15 treni, 11 postazioni di artiglieria, 157 camion o autoblindo.
- Tenente colonnello Hans-Joachim Jabs (14 novembre 1917 - 26 ottobre 2003); 50 vittorie; "Cavaliere della Croce di Ferro con Fronde di Quercia".

Fu il pilota di maggior successo nel dogfight diurno contro i caccia monomotori, volando con lo ZG-76: 16 caccia nemici abbattuti. Tra questi diversi Supermarine Spitfire, che all'epoca erano considerati avversari imbattibili per un caccia pesante come il Bf 110.
- Colonnello Wolfgang Falck (19 agosto 1910 - 13 marzo 2007); 7 vittorie; "Cavaliere della Croce di Ferro".

È considerato il "padre" della caccia notturna tedesca: organizzò il sistema della difesa notturna del Reich, collaborando con il generale Josef Kammhuber. Dal luglio 1943 entrò nelle alte sfere della Luftwaffe, partecipando al coordinamento generale della difesa aerea del Reich.

## Versioni
Il Bf 110 fu sottoposto ad una miriade di sperimentazioni, e fu conseguentemente sviluppato in svariate versioni e sotto-versioni. Alle versioni principali (A, B, C, D, E, F, G, H) e sotto-versioni, contraddistinte dalla sigla "/U" (abbreviazione di Umrüst-Bausatz), si aggiungevano anche le "configurazioni da campo" o Rüstsätze. Caratterizzate dalla sigla "/R1", "/R2", "/R3", ecc. e realizzate direttamente nelle officine degli aeroporti della Luftwaffe, adattarono i Bf 110 a vari tipi di missioni specifiche. Ne consegue che il Bf 110 fu uno degli aerei più "modificati" di tutta la Seconda guerra mondiale.
I primi aerei, nelle versioni C-D-E furono, tranne alcune eccezioni, soprattutto Zerstörer diurni. Le versioni F e G, invece, ebbero sia sottovarianti Zerstörer che sottovarianti da caccia notturna dotate di radar. Queste divennero infine le più numerose.
Le sottovarianti degli F e G potevano caricare armamenti molto pesanti, attraverso vari equipaggiamenti da campo, arrivando a configurazioni del tipo:
- quattro cannoni da 20 mm e due da 30 mm
- due cannoni da 30 mm ed uno da 37 mm

oltre a 4 o 6 lanciarazzi Wfr. Gr da 21 cm installati sotto le ali.
Nelle missioni che non richiedevano l'impiego di armi particolari, le configurazioni più usate erano due:
- quattro MG 17 da 7,92 mm e due cannoni MG 151/20 da 20 mm (Versione G2 base)
- due cannoni MG 151/20 da 20 mm e due MK 108 (Versione G-2/R3)

La versione G-2/R3 potrebbe essere considerata la massima espressione del Bf 110 poiché le successive varianti montarono armamenti ancora più massicci oppure tecnologia per la caccia notturna, il che comportava uno scadimento dell'agilità e delle prestazioni.
Le varianti da caccia notturna erano equipaggiate anche di vari tipi radar (operato da un terzo membro di equipaggio), ad esempio i modelli FuG 220b Lichtenstein e Flensburg. L'armamento poteva comprendere cannoni MK 108 da 30 mm Schrage Musik (inclinati 15º in avanti), per sparare contro i bombardieri dal basso, specialmente contro quelli britannici che usualmente non erano armati con mitragliatrici ventrali.

### Prime versioni
- Bf 110 A: primavera 1938, preserie, motori Junkers Jumo 210 680 CV; una MG 15 da 7,92 mm per difesa di coda.

Bf 110 A-0: Zerstörer diurno, armato solo con quattro MG 17 da 7,92 mm.
- Bf 110 B: luglio 1938, serie provvisoria, motori Junkers Jumo 210 da 680 CV; una MG 15 da 7,92 mm per difesa di coda.

Bf 110 B-0 - bimotore da addestramento, disarmato, prodotto in soli 10 esemplari.
Bf 110 B-1 - Zerstörer diurno, prima versione armata con quattro MG 17 da 7,92 mm (1000 colpi per arma) nella parte superiore del muso, e due cannoni MG FF da 20 mm (180 colpi per arma) nella parte inferiore.
Bf 110 B-2 - fotoricognitore, con macchina fotografica Rb 50/30; armamento frontale ridotto a quattro MG 17 da 7,92 mm.
Bf 110 B-3 - caccia pesante da addestramento, con quattro MG 17 da 7,92 mm.

### Bf 110 C

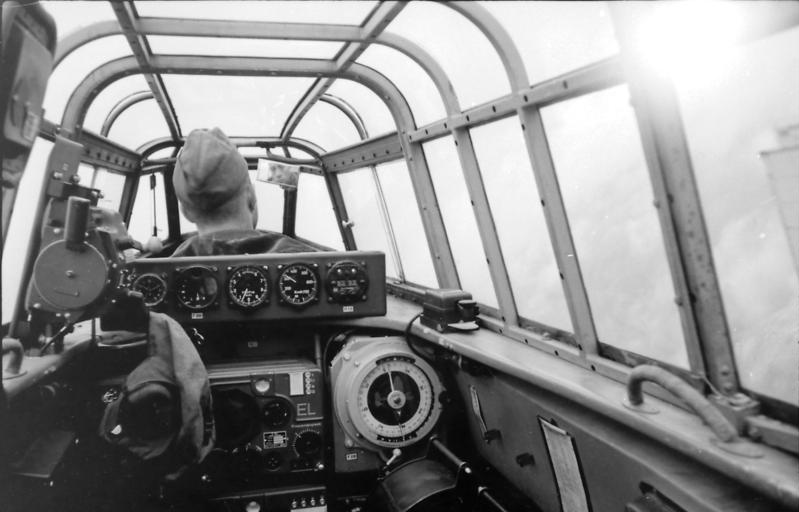
Abitacolo del Bf 110, Francia, novembre 1940. La foto è stata scattata dal mitragliere di coda/marconista, verso il pilota. Notare lo specchietto retrovisore vicino al parabrezza: un aiuto per il pilota durante l'esecuzione di manovre evasive.

La Versione C, del gennaio 1939, fu la prima Serie ufficiale nonché il Bf 110 della Blitzkrieg.
Inizialmente dotato dei validi motori DB 601A da 1050 CV, che realizzarono un vero salto di qualità rispetto alle precedenti versioni. Montò in seguito gli ancora più potenti DB 601N da 1200 CV, nel tentativo di esaltare le prestazioni per il combattimento contro i caccia avversari. La difesa di coda era affidata ad una MG 15 da 7,92 mm (750 colpi). Adozione di due nuovi serbatoi alari interni, con aumento di 500 litri, che elevarono il raggio di azione standard a 1100 km. La velocità massima, in configurazione Zerstörer semplice e senza armamenti aggiuntivi, poteva raggiungere i 540 km/h. 
Bf 110 C-0 - preserie, 10 esemplari.
Bf 110 C-1 - Zerstörer diurno, prima versione da guerra, armata con quattro MG 17 da 7,92 mm e due cannoni MG FF da 20 mm. Caccia puro, senza attacchi per le bombe "ETC".
Bf 110 C-1/U1 - versione per il traino di alianti alcuni esemplari originali ed altri originariamente C-1, poi modificati dopo il ritiro dalla prima linea.
Bf 110 C-2 - primavera 1940, Zerstörer diurno, come C-1, migliorato impianto radio (FuG 10).
Bf 110 C-3 - come C-2, Zerstörer diurno, miglioramenti aerodinamici.
Bf 110 C-3/U4 - estate 1942, caccia notturno. Si trattava di alcuni esemplari C-3 già appartenenti alla Nachtjagd, modificati con radar FuG 202 "Lichtenstein".
Bf 110 C-4 - estate 1940, come C-3, Zerstörer diurno, migliorata armatura per il mitragliere di coda. Da questa versione in poi, i cannoni MG FF da 20 mm sarebbero stati sostituiti come standard con i più potenti MG FF/M, sempre da 20 mm, ma che sparavano munizioni con migliore testata esplosiva.
Bf 110 C-4/B - Zerstörer diurno; due attacchi per bombe ventrali ETC SC 500 da 500 kg; motori DB 601N da 1200 CV.
Bf 110 C-5 - fotoricognitore basato sul C-4 con macchina fotografica Rb 50/30; motori DB 601N; armamento frontale ridotto a quattro MG 17 da 7,92 mm.
Bf 110 C-5/N - Zerstörer diurno come C-5, ma motori DB 601N.
Bf 110 C-6 - luglio 1940, Zerstörer diurno come C-4/B; motori DB 601N; un MG 101 Anticarro da 30 mm, in luogo degli MG FF da 20 mm.
Bf 110 C-7 - Zerstörer diurno; due attacchi bombe ventrali ETC SC 500 da 500 kg; motori DB 601N.
- La velocità massima dei modelli con motori DB 601N da 1200 CV, in configurazione Zerstörer semplice e senza armamenti aggiuntivi, poteva raggiungere i 560 km/h.

### Bf 110 D
La Versione D, in servizio dall'estate 1940 era un cacciabombardiere a lungo raggio o Langstrecken Zerstörer ("distruttore a lunga autonomia"), interamente basato sulla versione C-4/B. Offriva varie soluzioni di serbatoi per trasportare una maggiore quantità di carburante. La versione D fu spesso di base in Norvegia ma combatté anche in Jugoslavia, Grecia, e nel mediterraneo. La velocità massima, in configurazione semplice e senza armamenti aggiuntivi, poteva raggiungere i 540 km/h.
Bf 110 D-0 - preserie.
Bf 110 D-1/R1 - Zerstörer diurno, per esperimento Dachelbauch, con grosso serbatoio di bordo ventrale "a pancia di bassotto" da 1200 litri, che si rivelò pericoloso.
Bf 110 D-1/R2 - Zerstörer diurno, abbandonato l'esperimento Dachelbauch, in luogo del grosso serbatoio di bordo ventrale furono installati serbatoi alari sganciabili da 900 litri; attacchi bombe ventrali ETC SC 500 da 500 kg.
Bf 110 D-1/U1 - caccia notturno, variante del luglio 1940, sprovvista di radar ma dotata di sensori all'infrarosso Spanner Anlage, che rilevavano il calore emesso dai motori dei bombardieri. ETC non presenti.
Bf 110 D-2 - Zerstörer diurno, industrializzazione della versione "da campo" D-1/R2; serbatoi alari sganciabili da 300 o da 900 litri.
Bf 110 D-3 - Zerstörer diurno, come D-2 ma dedicato alla scorta dei convogli navali. Aveva il poppino allungato per trasportare un battellino di salvataggio gonfiabile e un piccolo serbatoio ausiliario dell'olio motore, data la particolare lunghezza delle missioni.

### Bf 110 E
La versione E entrò in servizio all'inizio del 1941, per rispondere alla necessità della Luftwaffe di enfatizzare negli Zerstörer il ruolo di cacciabombardiere non sufficientemente sviluppato nelle versioni C e D. Per questa versione furono previsti decisi irrobustimenti strutturali, migliorata armatura per l'equipaggio, carico bellico aumentato a 1200 kg mediante l'adozione sia di due attacchi bombe ventrali ETC SC 500 da 500 kg, sia di quattro attacchi bombe alari ETC SC 50 da 50 kg. Tuttavia, poiché la massa complessiva dell'aereo era salita notevolmente, mentre i nuovi motori DB 601F non erano ancora disponibili, il risultato fu che le prestazioni furono in parte compromesse. La successiva versione F entrò in servizio circa sei mesi dopo, ma gli E rimasero in produzione ancora per circa un anno, con i vecchi motori. La velocità massima con motori DB 601N da 1200 CV, in configurazione Zerstörer semplice e senza armamenti aggiuntivi, poteva raggiungere i 540 km/h.
Bf 110 E-0 - preserie, con motori DB 601A da 1050 CV.
Bf 110 E-1 - Zerstörer diurno, primi esemplari con motori DB 601A da 1050 CV, poi sempre DB 601N da 1200 CV, per non far scadere troppo le prestazioni, dato l'aumento di peso. ETC fino a 1200 kg di bombe.
Bf 110 E-1/U1 - caccia notturno, simile versione D-1/U1, con sensori all'infrarosso Spanner Anlage.
Bf 110 E-1/U2 - caccia notturno, come E-1/U1, ma per la prima volta triposto, con un membro operatore radio, per sgravare il lavoro del pilota dal dover controllare le apparecchiature.
Bf 110 E-1/R2 - Zerstörer diurno, carico bellico aumentato a 2000 kg mediante rimozione degli ETC alari ed installazione di due ETC SC 1000 ventrali da 1000 kg.
Bf 110 E-2 - primavera 1942, Zerstörer diurno, versione dedicata alla guerra sul mare con caratteristiche simili alla D-3, fermi restando i migliori motori e struttura più robusta, tipici della versione E. ETC fino a 1200 kg di bombe.
Bf 110 E-3 - primavera 1942, fotoricognitore a lungo raggio con macchina fotografica Rb 50/30; agganci per due serbatoi ausiliari da 300 o 900 litri; armamento frontale ridotto a quattro MG 17 da 7,92 mm.
Bf 110 E-7/U1 - primavera 1942, caccia notturno triposto, prototipo del F-4a, che sperimentò il primo radar di bordo FuG 202. La velocità massima era di soli 510 km/h, a causa del maggior peso (circa due tonnellate in più) e della resistenza aerodinamica generata dalle antenne radar.

### Bf 110 F
La Versione F, dell'estate 1941, fu il primo vero passo in avanti rispetto alla Versione C, in quanto dotata dei nuovi motori DB 601F da 1350 CV che miglioravano le prestazioni dell'aereo. La F era del tutto simile alla E come equipaggiamento, ma ne costituiva anche l'evoluzione qualitativa: adottò come standard il parabrezza in blindovetro da 57 mm (che poi sarebbe stato montato anche sulle versioni D ed E, sostituendo i parabrezza originari), l'armatura per l'equipaggio aumentata, con vetrate in blindovetro da 35 mm, il pannello superiore in blindovetro da 57 mm, i sedili con schienali e poggiatesta corazzati con lastre di acciaio da 8 – 12 mm. La velocità massima, in configurazione Zerstörer semplice e senza armamenti aggiuntivi, poteva raggiungere i 570 km/h.
Bf 110 F-0 - preserie.
Bf 110 F-1 - Zerstörer diurno, corrispettiva E-1.
Bf 110 F-2 - Zerstörer diurno, ETC fino a 1200 kg di bombe.
Bf 110 F-3 - fotoricognitore, corrispettiva E-3.
Bf 110 F-4 - caccia notturno, corrispettiva E-1/U2, ma con possibilità di installare una gondola ventrale con due cannoni aggiuntivi MK 108 da 30 mm (60 colpi per arma); possibilità di due serbatoi supplementari alari sganciabili da 300 litri.
Bf 110 F-4a - estate 1942, caccia notturno, come F-4 e per la prima volta con radar di bordo, modello FuG202, per l'individuazione di bombardieri nemici. Fu l'unica versione a montare sia il radar che i sensori all'infrarosso Spanner Anlage poi abbandonati nelle versioni successive poiché considerati poco utili.
Bf 110 F-4/U1: caccia notturno, estate 1943; la gondola ventrale viene rimossa, e gli MK 108 passano in configurazione "Schrage Musik" per tiro obliquo verso l'alto e 65° in avanti (120 colpi per arma).
- Le versioni da caccia notturna erano più lente di circa 40 km/h, a causa del maggior peso (circa due tonnellate in più) e della resistenza aerodinamica generata dalle antenne radar.
- Nel 1943, alcuni Bf 110 F (presumibilmente F-2) furono impiegati per sperimentare il lanciarazzi antibombardiere Wfr. Gr. 21 cm.

### Bf 110 G
La Versione G fu quella che vide il maggior numero di varianti specializzate. Entrò in servizio nel maggio 1942, con motori Daimler-Benz DB 605 da 1475 CV per prestazioni migliorate e ulteriori miglioramenti in potenza di fuoco e attrezzature di individuazione del nemico. Leggeri affinamenti aerodinamici, ulteriori irrobustimenti generali, alcune modifiche meccaniche. Sostituiti i cannoni frontali MG FF/M da 20 mm con i migliori MG 151/20 da 20 mm, munizionamento aumentato da 180 a 300 colpi per uno dei due cannoni e 350 per l'altro. Notevolmente aumentata la difesa di coda: la classica e poco efficace MG 15 sostituita con una coppia di mitragliatrici binate MG 81Z da 7,92 mm con 800 colpi per arma che tuttavia non risolsero completamente il problema della vulnerabilità dell'aereo dall'attacco di caccia nemici ad elevate prestazioni. La velocità massima, in configurazione semplice e senza armamenti aggiuntivi, poteva raggiungere i 595 km/h.
Bf 110 G-0 - preserie.
Bf 110 G-1 - Zerstörer diurno priva di ETC bombe, pochi esemplari.
Bf 110 G-2 - Zerstörer diurno capace di trasportare numerosi armamenti aggiuntivi, detto anche PulkZerstörer (vedi la sezione dedicata). Possibilità di installare una gondola ventrale con due cannoni MK 108 da 30 mm (60 colpi per arma) o MG 151/20 da 20 mm (200 colpi per arma). Possibilità di caricare, sulle ali, quattro o sei lanciarazzi Wfr. Gr. 21 cm o anche batterie di missili R4M dal 1944. Disponeva inoltre degli stessi ETC bombe del F-2, fino a 1200 kg.
Bf 110 G-2/R1 - Come G-2, ma con Cannone BK 37 da 37 mm con 72 colpi in gondola ventrale.
Bf 110 G-2/R2 - Come G-2 o anche G-2/R1, dotata di dispositivo superpotenza motore GM1 al protossido d'azoto. Arrangiamento complessivo molto pesante ma che consentiva ancora di caricare eventuali lanciarazzi Wfr. Gr. 21 cm.
Bf 110 G-2/R3 - primavera 1943, come G-2 ma con le quattro MG 17 da 7,92 mm sostituite da due MK 108 da 30 mm (135 colpi per arma).
Bf 110 G-2/R4 - armamento formidabile: combinazione di /R1 ed /R3.
Bf 110 G-2/R5 - come /R4 ed in più /R2, ovviamente il tutto con grave penalizzazione dell'agilità dell'aereo.
Bf 110 G-3 - fotoricognitore a lungo raggio, con macchina fotografica Rb 50/30; armamento frontale ridotto a quattro MG 17 da 7,92 mm; agganci per due serbatoi ausiliari da 300 o 900 litri.
Bf 110 G-3/R3 - fotoricognitore come G-3 ma con due MK 108 anziché MG 17 frontali.
Bf 110 G-4 - estate 1942, caccia notturno con 3 persone di equipaggio, dotata di impianto radar FuG202 e stesso armamento del G-2, con le stesse possibilità di espansione.
Bf 110 G-4/U1 - come G-4, con due cannoni obliqui "Schrage Musik" MK 108 da 30 mm (120 colpi per arma) oppure due MG 151/20 da 20 mm (220 colpi per arma).
Bf 110 G-4/U5 - come G-4/U1, ma con impianto radar FuG212.
Bf 110 G-4/U6 - come G-4/U5, e in più radar FuG221a (per intercettare il radar di coda britannico "Monica").
Bf 110 G-4/U7 - come G-4/U5 e con impianto superpotenza motori GM1.
Bf 110 G-4/U8 - lunghissima autonomia, con serbatoio di bordo maggiorato da 540 litri e agganci per due serbatoi ausiliari da 300 o 900 litri. Pochi esemplari.

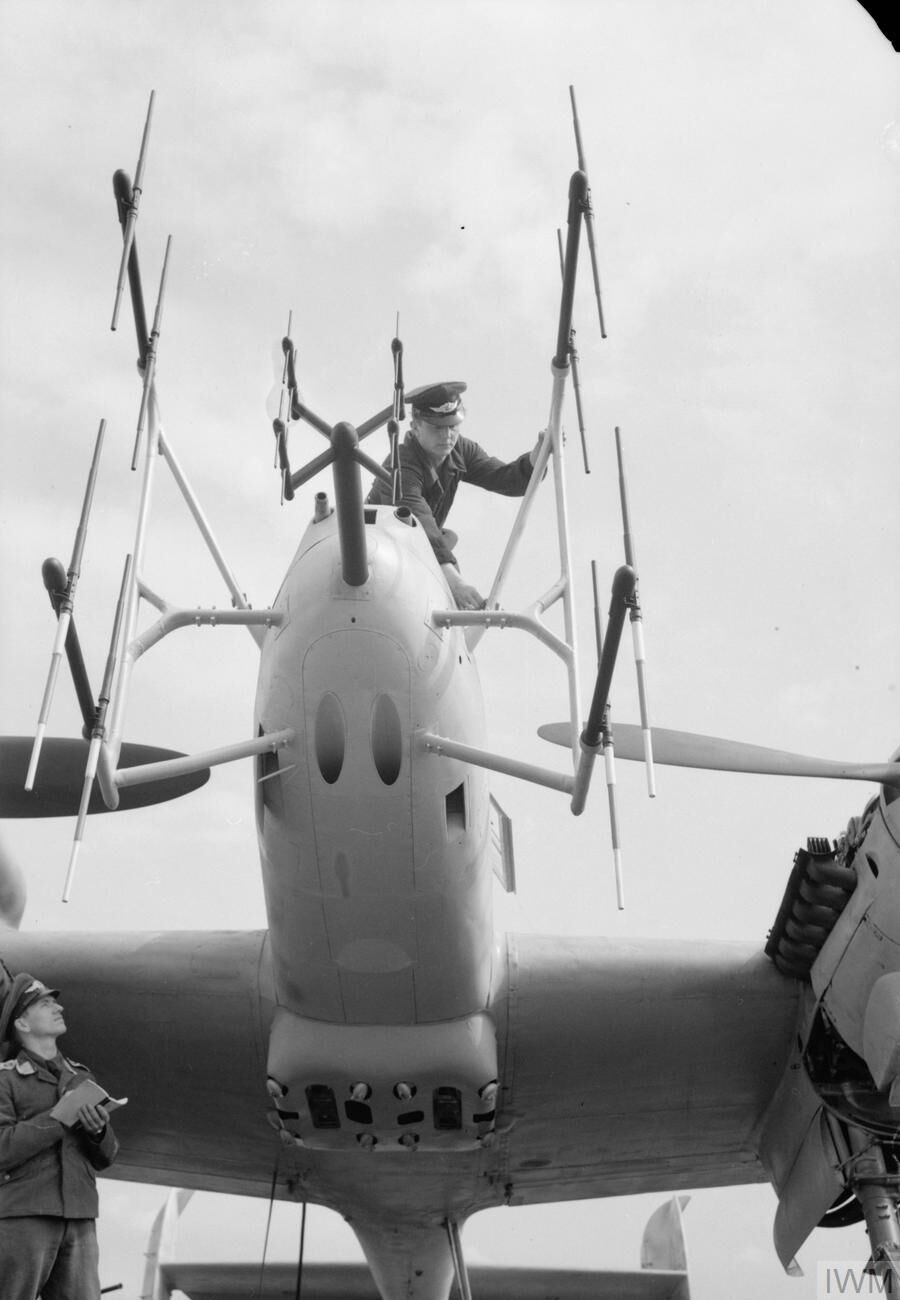
Bf 110G-4

- Le versioni da caccia notturna erano più lente di circa 40 km/h, a causa del maggior peso (circa due tonnellate in più) e della resistenza aerodinamica generata dalle antenne radar.

#### Standard "G-4"
La versione G-4 stava diventando davvero eterogenea, causando problemi sia di produzione industriale che di manutenzione e pezzi di ricambio. Allo stesso tempo, la versione G-4 era ritenuta una delle migliori possibili per il Bf 110 come caccia notturno. Pertanto, dall'inizio del 1944 la Luftwaffe tentò di standardizzarne produzione e manutenzione. La standardizzazione non riguardava solo i G-4 nuovi di fabbrica, ma anche i G-4 già prodotti che vennero modificati dalle officine degli aeroporti, per adeguarli al nuovo standard. Dall'inizio del 1944, i nuovi G-4 standardizzati dovevano essere attrezzati con:
- Due cannoni obliqui Schrage Musik MK 108 da 30 mm (120 colpi per arma) oppure due MG 151/20 da 20 mm (220 colpi per arma).
- radio di bordo FuG 10P convenzionale.
- radio di bordo IFF FuG 16ZY per scambio segnali in codice con il Fluko (coordinamento a terra).
- Radioaltimetro FuG 101
- Apparecchiatura Fu B1 2 per navigazione e atterraggio al buio.
- Apparecchiatura IFF FuG 25a "Erstling" associata alle stazioni radar di terra.
- Apparato intercettore FuG 350 "Naxos Z" per rilevamenti elettronici sul nemico.

La logica della standardizzazione prevedeva la progressiva modifica delle versioni G-4 a livelli successivi ("a", "b", "c", ecc.), fino a creare un parco velivoli il più possibile uniforme, tendendo a raggiungere infine un'ultima versione stabile. Tuttavia, la ricerca tecnologica progrediva rapidamente, quindi anche il tentativo di standardizzazione risultò in parte vanificato dalla proliferazione di sempre nuove "varianti standardizzate", alle quali uniformare i Bf 110 notturni. I livelli di standardizzazione realizzati furono:
Bf 110 G-4a/R3 - come G-4 ma con armamento standardizzato con il G-2/R3, radar FuG212.
Bf 110 G-4a/R2 - come G-4 ma con dotazione standardizzata con il G-2/R2, radar FuG212.
Bf 110 G-4b/R3 - come G-4a/R3 ma con radar FuG220 SN-2.
Bf 110 G-4b/R6 - come G-4b/R3, con possibilità di installare una gondola ventrale con due cannoni MK 108 da 30mm (60 colpi per arma) oppure due cannoni MG 151/20 da 20 mm (200 colpi per arma). Fu una versione molto diffusa e molto efficiente, che rimase in servizio fino alla fine della guerra. Può essere considerato un "arretramento" rispetto alle versioni successive, dovuto ad alcune difficoltà nel proseguire la standardizzazione.
Bf 110 G-4b/R7 - molto simile alla G-4/U8, rimasta solo allo stato di progetto.
Bf 110 G-4c/R3 - come G-4b/R3 ma con radar FuG220 SN-2 versione "c".
Bf 110 G-4c/R6 - come G-4b/R6 ma con radar FuG220 SN-2 versione "c".
Bf 110 G-4c/R4 - come G-4c/R3 ma con quattro MG 151/20 da 20 mm anziché la classica configurazione /R3 di 2x20 mm e 2x30 mm. Discretamente diffusa, era un tentativo di standardizzare la manutenzione delle armi e il rifornimento di munizioni.
Bf 110 G-4d/R3 - come G-4c/R3 ma con radar FuG220 SN-2 versione "d", antenne radar più semplici ed aerodinamiche; e antenna radar di coda Yagi FuG220.
Bf 110 G-4d/R6 - come G-4d/R3 con possibilità di installare una gondola ventrale con due cannoni MK 108 da 30mm (60 colpi per arma) oppure due cannoni MG 151/20 da 20 mm (200 colpi per arma).

### Bf 110 H
La Versione H doveva succedere alla G e fu sviluppata con alterne vicende fra il 1943 ed il 1945. La Luftwaffe non fu molto convinta nel continuare a sviluppare nuove versioni principali del Bf 110 dopo il 1943, poiché la macchina sembrava aver raggiunto la massima evoluzione ammissibile dal progetto aerodinamico. Contemporaneamente le attenzioni dell'Aviazione tedesca si stavano spostando sul più moderno e veloce Messerschmitt Me 410. Tuttavia, nel tentativo di mantenerlo tecnologicamente aggiornato, fu comunque prevista la Versione H, con motori più potenti e struttura ulteriormente irrobustita, nuovo tipo di cloche, ruotino di coda retrattile, alcune modifiche nella linea. Quanto alla produzione e all'eventuale impiego operativo, però, quasi tutte le fonti riportano notizie molto vaghe e dubbie e negano che le versioni H abbiano superato la fase progettuale. Alcune parlano di Bf 110 ancora in fabbricazione nel febbraio 1945, e in particolare nelle versioni H da attacco al suolo.
Ad ogni modo, tutti gli Storici concordano che le versioni H "come da progetto", previste per la produzione furono sicuramente:
Bf 110 H2/R1 - Zerstörer diurno, "PulkZerstörer", corrispettivo del G-2/R1.
Bf 110 H2/R3 - Zerstörer diurno, PulkZerstörer, corrispettivo del G-2/R3.
Bf 110 H-3 - fotoricognitore, corrispettivo G-3/R3.
Bf 110 H-4 - caccia notturno, corrispettivo G-4.
Bf 110 H-4/U7 - caccia notturno, corrispettivo G-4/U7.
Bf 110 H-4/U8 - caccia notturno, corrispettivo G-4/U8.
Le versioni H da caccia notturna avrebbero impiegato, presumibilmente, i radar FuG228 SN-3 oppure FuG240, sviluppati tra il 1944 ed il 1945 e decisamente di buon livello, per l'epoca. Va notato inoltre che secondo le designazioni del Reichsluftfahrtministerium, la lettera H indicava in modo specifico un aereo da caccia per l'impiego ad alta quota (vedasi ad esempio il Bf 109 o il Ta 152).

## Utilizzatori
Croazia
- Kroatische Luftwaffen Legion

 Germania
- Luftwaffe

 Iraq

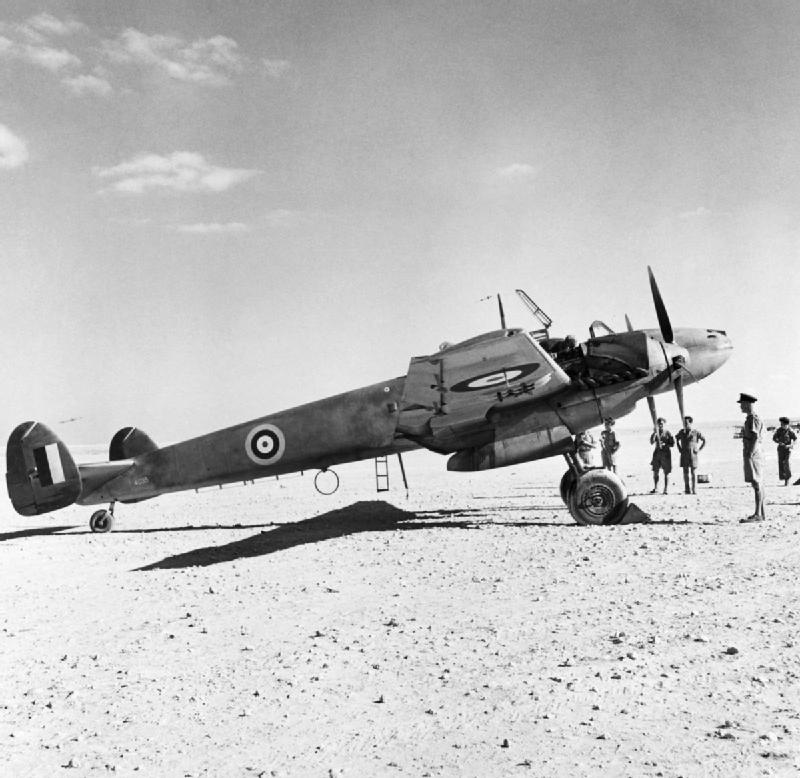
BF 110 D, Royal Air Force

- Per scopi diplomatici, una piccola forza aerea denominata Sonderkommando Junk fu inviata dalla Germania in aiuto al Regno dell'Iraq, che simpatizzava per le Potenze dell'Asse: fu impiegata nella Guerra anglo-irachena del 1941 e combatté sino alla perdita di quasi tutti gli aerei.[18]

 Italia
- La Regia Aeronautica il 18 luglio 1942 richiese alla Luftwaffe almeno 24 Bf 110 F, per difendere Milano ed altre città del Nord Italia dalle incursioni dei bombardieri nemici. Il Reichsmarshall Hermann Göring sollevò obiezioni, lamentando la carenza di Aerei. Pertanto la RA ricevette solo alcuni Bf 110 C-3, che furono assegnati alla 235ª Squadriglia del 41º Stormo B.T. di base a Lonate Pozzolo (VA) ed un Bf 110 G-4/R3 a scopo di valutazione per la caccia notturna.[19]

 Repubblica Sociale Italiana
- L'Aeronautica Nazionale Repubblicana nella primavera 1944 ricevette almeno due Bf 110 G-4/R3, assegnati alla 170ª Squadriglia caccia notturna, di base ad Albenga-Villanova (SV).[19]

 Romania
- Forțele Aeriene Regale ale României

 Unione Sovietica
- La Sovetskie Voenno-vozdušnye sily acquistò un Bf 110 C ed alcuni Bf 109 a scopo di valutazione, a seguito del Patto Molotov-Ribbentrop.[20] Il Bf 110 era comunque già stato, in parte, di ispirazione ai progettisti aeronautici sovietici per la realizzazione dei Pe-2 e Pe-3: aerei somiglianti allo Zerstörer tedesco.

 Ungheria
- La Magyar Királyi Honvéd Légierő nel dicembre 1944 ricevette almeno sei Bf 110 G-4, assegnati ad una squadriglia di caccia notturna di base a Veszprém.

## Esemplari attualmente esistenti
Soltanto tre Bf 110 sono stati preservati nel tempo. 
- Un Bf 110G-4/R6, nel Royal Air Force Museum di Londra, in Gran Bretagna.
- Un Bf 110G-2, nel Deutsches Technikmuseum di Berlino, in Germania.
- Un Bf 110, in un museo privato a Nord-Ovest di Helsingoer, in Danimarca.

## Cultura di massa
Il Bf 110, durante la seconda guerra mondiale compariva nelle pubblicazioni dell'epoca, in particolare la rivista Signal, che seguiva da vicino le vicende della Wehrmacht. Nel dopoguerra l'aereo entrò in svariati prodotti dell'industria dell'intrattenimento.

### Fumetti
Le serie di fumetti Super Eroica e Guerra d'Eroi, che furono disegnate principalmente negli anni sessanta e anni settanta, con successive riedizioni, dedicarono molti episodi al Bf 110.

### Videogiochi
Il videogioco per con caratteristiche di simulatore di volo, che per primo in assoluto consentì il pilotaggio di un Bf 110 fu Their Finest Hour, ambientato nella "Battaglia d'Inghilterra", prodotto nel 1989 dalla LucasArts,
compare anche nel videogioco War  Thunder

### Cinematografia e video
Nel corso dei decenni sono stati realizzati numerosi documentari televisivi o DVD dedicati al Bf 110 contenenti filmati originali della seconda guerra mondiale. Molti di questi filmati furono prodotti dalla stessa Luftwaffe per i cinegiornali e la propaganda nazista dell'epoca.

### Testi di riferimento
- (EN)  Gebhard Aders, History of the German Night Fighter Force, 1917-1945, Jane's Publishing Company, 1979, ISBN 0-354-01247-9, 9780354012478
- Nino Arena, La Luftflotte dell'aeronautica italiana, Edizioni aeronautiche italiane, 1978 - ISBN
- (EN)  William Green, Famous fighters of the Second World War, Volume 2, Macdonald, 1957, USA
- (EN)  Franz Kurowski, The Brandenburger commandos: Germany's elite warrior spies in World War II ,Stackpole Books, 1997, USA - ISBN 978-0-8117-3250-5
- (EN)  Franz Kurowski, Luftwaffe Aces: German Combat Pilots of World War II, Stackpole Books, 2004, USA - ISBN 0-8117-3177-4
- (EN)  Jean-Denis G. G. Lepage, Aircraft of the Luftwaffe 1935-1945: An Illustrated Guide, McFarland & Co., Inc. Publishers, 2009, Jefferson, North Carolina (USA) - ISBN 978-0-7864-3937-9
- (EN)  Ron Mackay, Messerschmitt Bf 110, The Crowood Press Ltd, 2000 - ISBN 1-86126-313-9
- (EN)  Samuel W. Mitcham, Eagles of the Third Reich: Men of the Luftwaffe in World War II, Stackpole Books, 1988, USA - ISBN 978-0-8117-3405-9
- (EN)  John Motum, The Putnam Aeronautical Review, Vol. 2, Conway Maritime Press Ltd., 1990, London - ISBN 0-85177-850-X
- (EN)  Walter A. Musciano, Messerschmitt aces, Arco Pub., 1982, - ISBN 0-668-04887-5, 9780668048873
- Giampiero Piva, Nico Sgarlato, Angelo Falconi, I Distruttori - Me.110 - Me.210/410 - Ju.88C - Do.335, Delta Editrice, 1997, Parma
- Giampiero Piva, Aerei nella Storia, n. 36, giugno-luglio 2004, West-Ward Edizioni, Parma.
- (EN)  Jerry Scutts, Luftwaffe Night Fighter Units 1939-45, Osprey Publishing, 1978, London. ISBN 0-85045-232-5
- (EN)  Chris Staerck, Paul Sinnott, Luftwaffe: the allied intelligence files, Brassey's Inc., 2002, USA - ISBN 1-57488-387-9
- (EN)  Mike Spick, The illustrated directory of fighters, MBI Publishing Co., 2002, USA - ISBN 0-7603-1343-1
- (EN)  John Weal, Messerschmitt Bf 110 Zerstörer Aces of World War 2, Osprey Publishing, 1999, Oxford (UK) - ISBN 1-85532-753-8
- (DE) Heinz J. Nowarra, Die Deutsche Luftrüstung 1933-1945, Koblenz, Bernard & Graeffe Verlag, 1993, ISBN 3-7637-5464-4.
- Enzo Angelucci, Paolo Matricardi, Guida agli Aeroplani di tutto il Mondo (Vol.4), Milano, Arnoldo Mondadori Editore, 1979.

### Altri testi
- (EN)  Bergstrom, Christer. Black Cross – Red Star, Air War over the Eastern Front. Volume 4. Stalingrad to Kuban. Vaktel Books, 2019. ISBN 978-91-88441-21-8.
- Ciampaglia, Giuseppe. Destroyers. I distruttori nella seconda guerra mondiale. Roma. IBN editore, 1996. ISBN 88-86815-47-6.
- (EN)  Campbell, Jerry L. Messerschmitt BF 110 Zerstörer in action. Carrollton, Texas: Squadron/Signal Publications, Inc., 1977. ISBN 0-89747-029-X.
- (EN)  Caldwell, Donald & Muller, Richard (2007). The Luftwaffe over Germany: Defense of the Reich. London: Greenhill Books. ISBN 978-1-85367-712-0
- (EN)  Deighton, Len. Fighter: The True Story of the Battle of Britain. London: Pimlico, 1996. ISBN 0-7126-7423-3.
- (EN)  de Zeng, H.L; Stanket, D.G; Creek, E.J. Bomber Units of the Luftwaffe 1933-1945; A Reference Source, Volume 2. Ian Allen Publishing, 2007. ISBN 978-1-903223-87-1
- (EN)  Donald, David (ed.). Warplanes of the Luftwaffe. London: Aerospace, 1994. ISBN 1-874023-56-5.
- (EN)  Geust, Carl-Fredrik and Petrov, Gennadiy. Red Stars Vol 2. - German Aircraft in the Soviet Union. Tampere, Finland: Apali Oy, 1998. ISBN 952-5026-06-X.
- (EN)  Hirsch, R.S. and Uwe Feist. Messerschmitt Bf 110 (Aero Series 16). Fallbrook, California: Aero Publishers, Inc., 1967.
- (EN)  Hooton, E.R. (2007). Luftwaffe at War; Blitzkrieg in the West: Volume 2. London: Chervron/Ian Allen. ISBN 978-1-85780-272-6.
- Hooton, E.R (2007). Luftwaffe at War; Gathering Storm 1933-39: Volume 1. London: Chervron/Ian Allen. ISBN 1-903223-71-7
- (EN)  Ledwoch, Janusz. Messerschmitt Bf 110 (Aircraft Monograph 3). Gdańsk, Poland: AJ-Press, 1994. ISBN 83-86208-12-0.
- (EN)  Murray, Willamson. Strategy for defeat: The Luftwaffe 1935-1945. Air Power Research Institute. ISBN 0-89875-797-5
- (EN)  Price, Alfred. Messerschmitt Bf 110 Night Fighters (Aircraft in Profile No.207). Windsor, Berkshire, UK: Profile Publications Ltd., 1971.
- (EN)  Middlebrook, Martin. The night of 17-18 August 1943; The Peenemunde Raid. Pen & Sword Aviation; Barnsely. ISBN 1-84415-336-3
- (EN)  Munson, Kenneth. Fighters and Bombers of World War II. London: Peerage Books. 1983. ISBN 0-907408-37-0
- Treadwell, Terry. Messerschmitt Bf 110. Classic WWII Aviation. Volume 5. 2003 ISBN 1-84145-107-X
- Van Ishoven, Armand. Messerschmitt Bf 110 at War. Shepperton, Surrey: Ian Allan Ltd., 1985. ISBN 0-7110-1504-X.